# Ferrocarril de Sóller

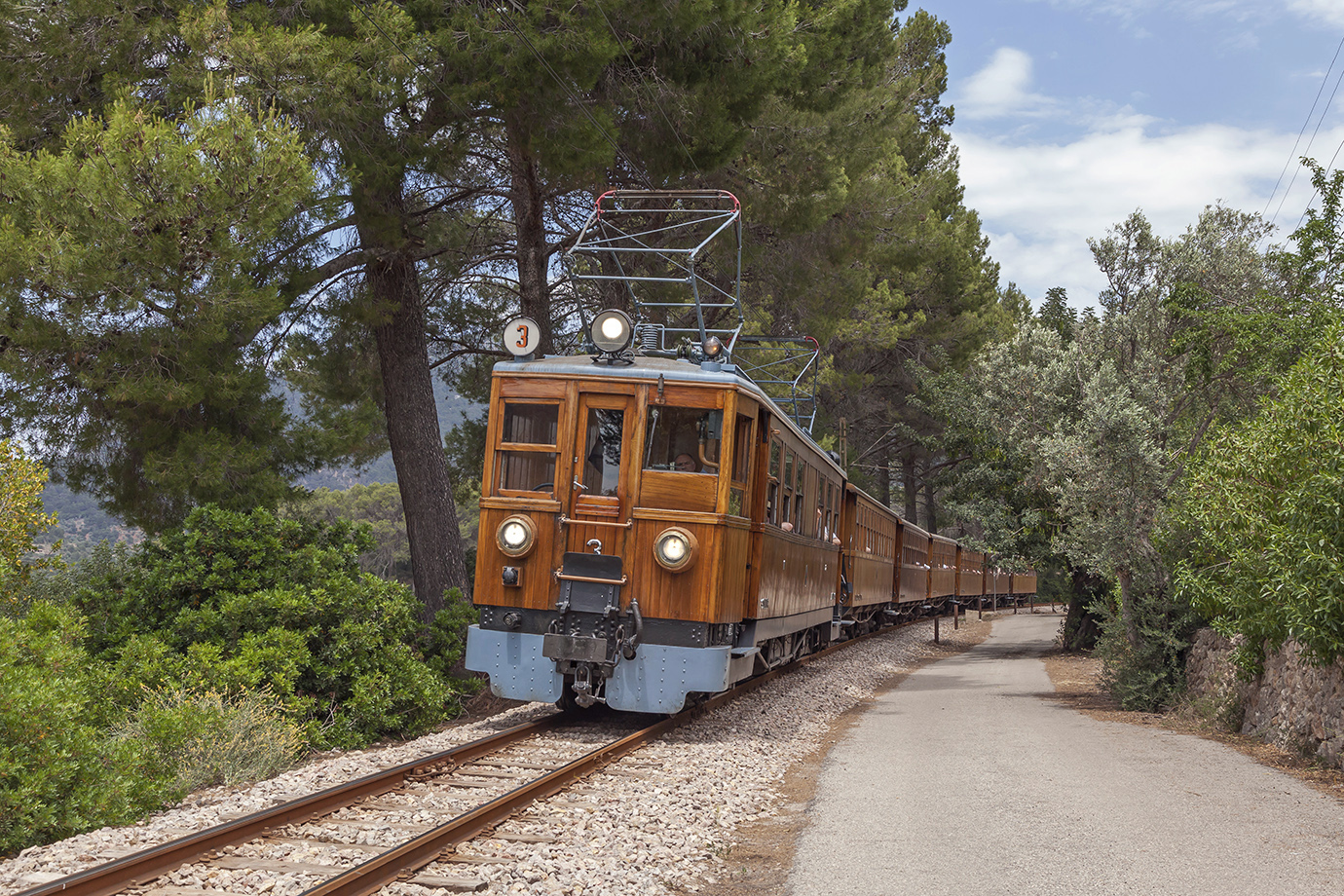
De 'Tren de Sóller' nabij Bunyola; 5 maart 2017.

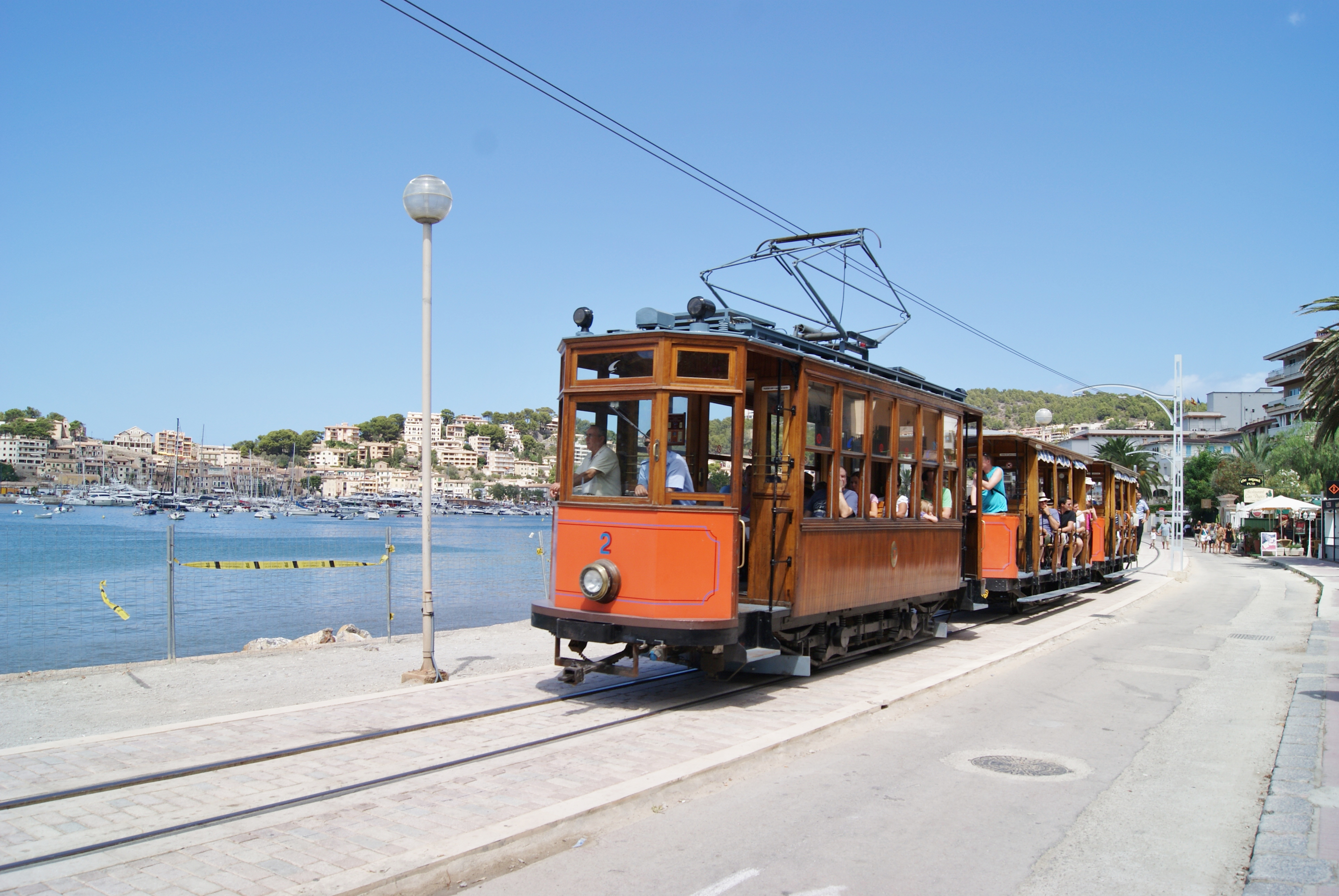
Motorwagen 2 van de Tramvia de Sóller met twee open bijwagens rijdt langs de promenade van Port de Sóller; 27 augustus 2011.

De Ferrocarril de Sóller SA, afgekort FS, is een spoorwegmaatschappij die de op 14 april 1912 geopende spoorlijn Palma – Sóller (Tren de Sóller) en de tramlijn Sóller – Port de Sóller (Tramvia de Sóller) op Mallorca, het grootste eiland van de Balearen, exploiteert.
De FS werd op 5 november 1905 als particuliere spoorlijn opgericht en verkreeg toen een concessie tot 2011. In mei 2005 verlengde de regering van de Balearen de concessie voor de spoorwegmaatschappij tot 2060. Ferrocarril de Sóller investeert hierin veertien miljoen euro. In 2002 bedroeg het eigen kapitaal vijf miljoen euro en had de FS honderd personeelsleden.

## Tren de Sóller

### Geschiedenis en techniek

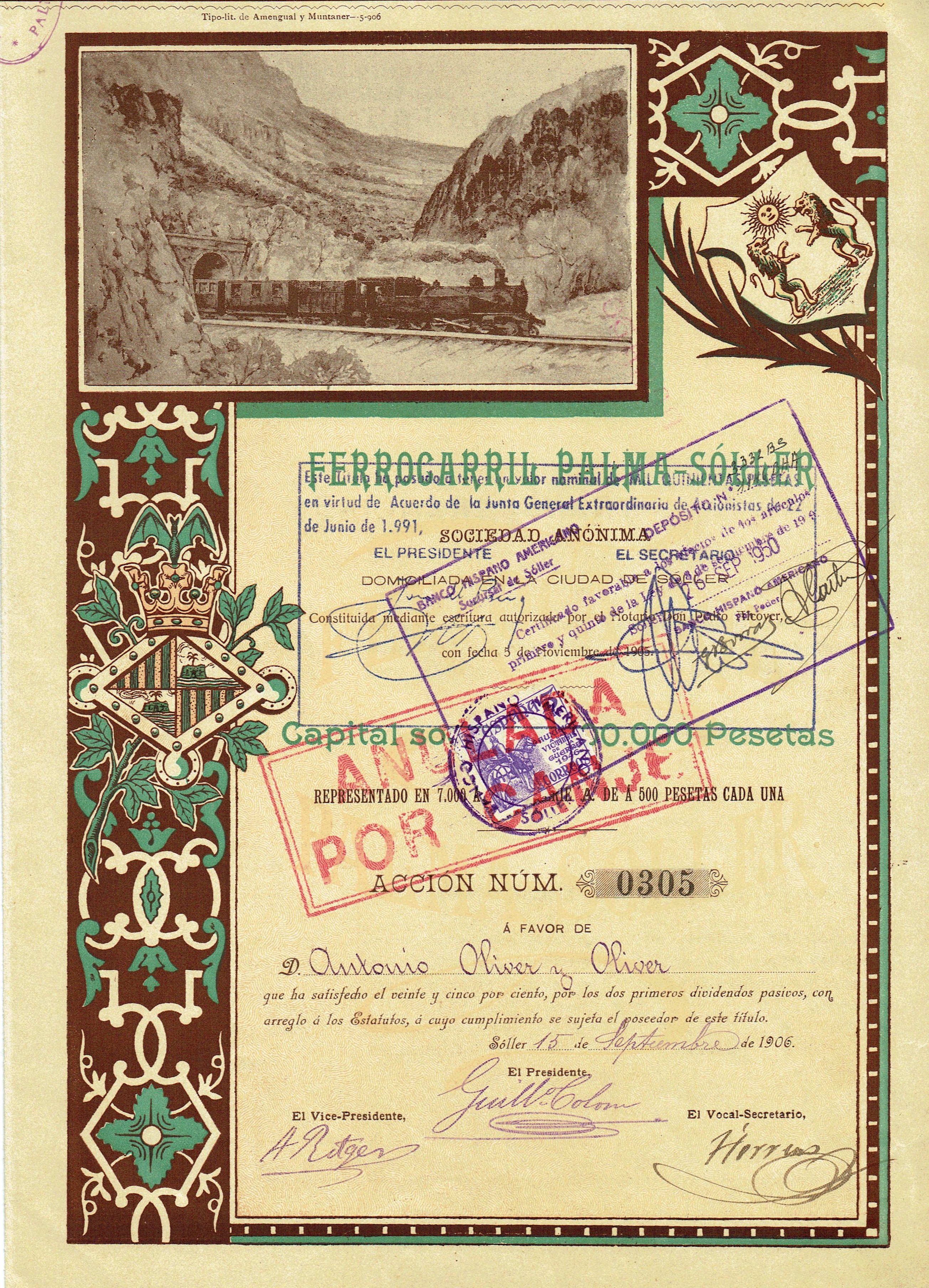
Oprichtingsakte van de Ferrocarril Palma – Sóller van 15 september 1906.

De spoorlijn werd met de spoorwijdte van drie Engelse voet – dat komt overeen met 914 mm – gebouwd. Er wordt gereden met 1200 volt gelijkspanning. De elektrificatie vond plaats in 1927, nadat vele reizigers over de rookoverlast in de tunnels geklaagd hadden. De firma Siemens-Schuckert voerde de elektrificatie uit. De bouw van de houten motorrijtuigen vond echter op het eiland plaats. De rijtuigen met de nummers 1 tot 4 zijn anno 2023 nog in bedrijf. De oude stoomlocs werden aan de 'Ferrocarriles de Mallorca' verkocht. Opmerkelijk is dat de treinen nog een doorgaande vacuümrem hebben; een overblijfsel van de oorspronkelijke stoomtractie.
In de begintijd werd de spoorlijn voornamelijk gebruikt voor het transport van agrarische producten uit Sóller, veelal sinaasappels. Voordien was Sóller slechts via karrensporen over de 496 meter hoge Coll de Sóller of over de zee bereikbaar.

### Route

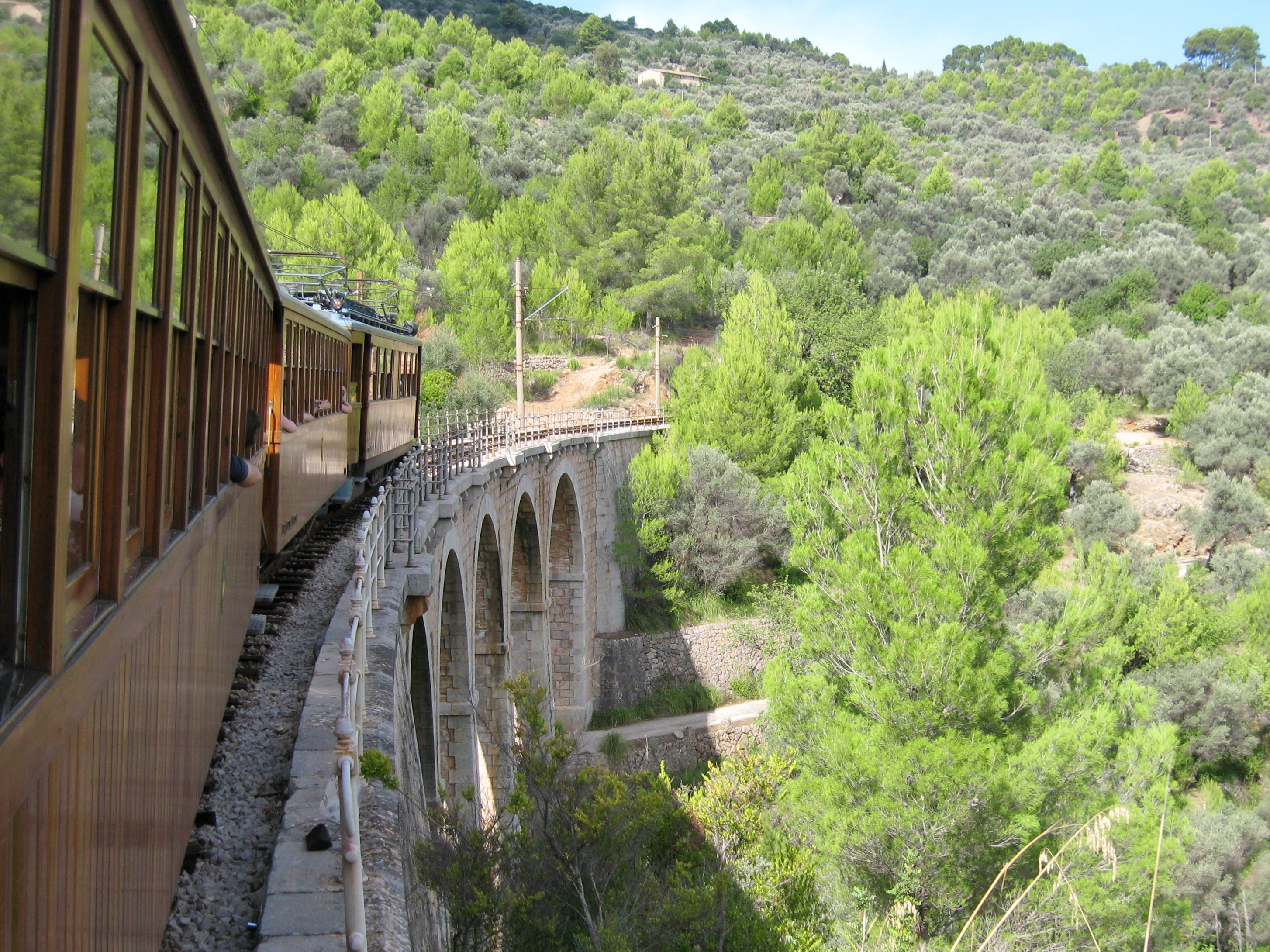
Viaducte de Monreals.

Op de 27 kilometer lange spoorlijn tussen Palma en Sóller passeert de trein dertien tunnels en gaat over het 52 meter lange viaduct Cinc Ponts, oftewel Viaducte de Monreals. De lijn begint in Palma bij de Plaça d'Espanya in een eigen station naast de carrer d'Eusebi Estada. Het grote station aan de Plaça is niet meer in gebruik; het emplacement is veranderd in een park. Eronder is een nieuw station aangelegd dat behoort tot de Serveis Ferroviaris de Mallorca (SFM), die de metersporige spoorlijnen naar Manacor en sa Pobla berijdt, alsmede de metro van Palma.
Vanaf het station voert de lijn eerst door de buitenwijken van Palma en daarna over de Serra de Alfàbia naar de enige halte van belang onderweg: Bunyola, drie kilometer voor de grote tunnel. Vanaf Bunyola wordt het dal steeds smaller, tot de Túnel Major (grote tunnel), een 2.876 meter lange tunnel op het hoogste punt van de lijn, daarna is er een toeristenhalte bij de wisselplaats Mirador del Pujol d'en Banya. Onderweg overwint de lijn enige honderden meters hoogte in een alpien landschap. Het hoogteverschil op de noordelijke helling vanaf de Túnel Major tot Sóller wordt met een wijde keerlus en de keertunnel Cinc-cents overwonnen.
Anno 2023 rijdt de trein vijf retourritten per dag; de tram rijdt een halfuursdienst in de zomermaanden en een uurdienst in de wintermaanden.

## Tramvia de Sóller

### Geschiedenis
Tegelijk met de spoorlijn van Palma naar Sóller werd de bijna vijf kilometer lange tramverbinding van Sóller naar Port de Sóller aangelegd. Deze dankt haar bestaan aan een wet over de bouw van lokaalspoorwegen in Spanje. Deze bepaalde dat een spoorlijn slechts subsidie verkreeg als zij langer dan 30 kilometer was. Om aan die lengte te komen werd ook de tramlijn Sóller – Port de Sóller aangelegd en opgeteld bij de lijn van Palma naar Sóller, die maar 27 kilometer lang was.
De tramlijn reed vanaf het begin met 600 volt gelijkspanning. De bovenleidingsmasten waren anno 2018 nog van het typische Siemens-model.

### Route

Route van de Tramvia de Sóller.

De Tramvia de Sóller is geopend op 4 oktober 1913 en heeft een lengte van 4.868 meter. De route loopt vanaf het Station van Sóller door de binnenstad en verder door citrusboomgaarden tot direct aan de jachthaven van Port de Sóller. De lijn is enkelsporig met diverse wisselplaatsen. De trambaan laat slechts een beperkte snelheid toe van maximaal 30 km/h, meestal ligt de snelheid lager. De haltes zijn niet speciaal aangegeven, afgezien van de perronranden beschikken zij niet over bijzondere voorzieningen.
De tram rijdt in het hoogseizoen een halfuursdienst en in het laagseizoen een uurdienst.

### Trams
Alle trams zijn tweerichtingvoertuigen, echter met deuren aan één zijde (de rechterzijde richting haven). Er bestaan twee types motorwagens: de nog uit het openingsjaar 1913 daterende motorwagens met de wagennummers 1 tot 3 en de omstreeks 2000 van de Tram van Lissabon (serie 701-735; bouwjaar 1937) overgenomen en aan de plaatselijke wensen aangepaste trams met de wagennummers 20 tot 24. Zij zijn omgespoord van 900 naar 914 millimeter. De eerste serie is te herkennen door een hoekig uiterlijk, de tweede serie is te herkennen aan een ronder uiterlijk met tondak. Inmiddels werden de motorwagens 21 tot 23 aan het uiterlijk van de oorspronkelijke 1 tot 3 aangepast (stand 2016).
Motorwagen 4 en bijwagen 7 waren afkomstig van het in 1964 opgeheven (eerste) trambedrijf van Bilbao, waar ze reden als nummers 52 en 55 uit de serie 52-57. De trams reden van 1958 tot 2000 in Sóller en beide wagens keerden in 2000 als museumtram terug naar Bilbao.
Voorts zijn er een aantal open bijwagens. De 5 en 6 zijn in 1913 nieuw aangeschaft, de 8 tot 11 uit 1890 zijn in 1954 overgenomen van de Tram van Palma. De grote vierassige bijwagens 1 tot 7 zijn in 2001-2002 in de eigen werkplaatsen nieuw gebouwd op basis van spoorrijtuigen van de FS.
Er werd oorspronkelijk met een lyrabeugel gereden; sinds de jaren negentig hebben alle trams een schaarbeugel. Ook werden de trams uitgerust met een laagspanningsinstallatie, die bijvoorbeeld voor het verkeerslichtbeïnvloedingssysteem benodigd is. Uiterlijk herkenbare gevolgen zijn de in de oude koplamphouders ingebouwde halogeenlampen. De snelheden zijn laag en als rem wordt vooral de elektrische weerstandsrem gebruikt, die alleen op de motorwagens aanwezig is. Alle wagens hebben een luchtdrukrem, die gewoonlijk pas kort voor stilstand en als parkeerrem wordt gebruikt. De luchtdruk wordt verder voor de fluit gebruikt. De compressoren voor de luchtdruk zijn anno 2023 elektrisch, oorspronkelijk werkten ze op benzine.
De ex-Lissabonner motorwagens worden ook als 'schakeltrams' in de samenstelling motorwagen-bijwagen-bijwagen-motorwagen ingezet, waarbij de achterste motorwagen vanuit de voorste bediend wordt. Daardoor heeft men in de zomermaanden een hogere capaciteit en behoeft men niet om te rangeren op de eindpunten. Bij grote drukte rijden trams op zichtafstand achter elkaar.
In 2021 werden van de opgeheven toeristische tramlijn (1997-2011) in A Coruña ([Compañía de Tranvías de La Coruña) zeven nog aanwezige motorwagens overgenomen.

## Foto's Tren de Sóller

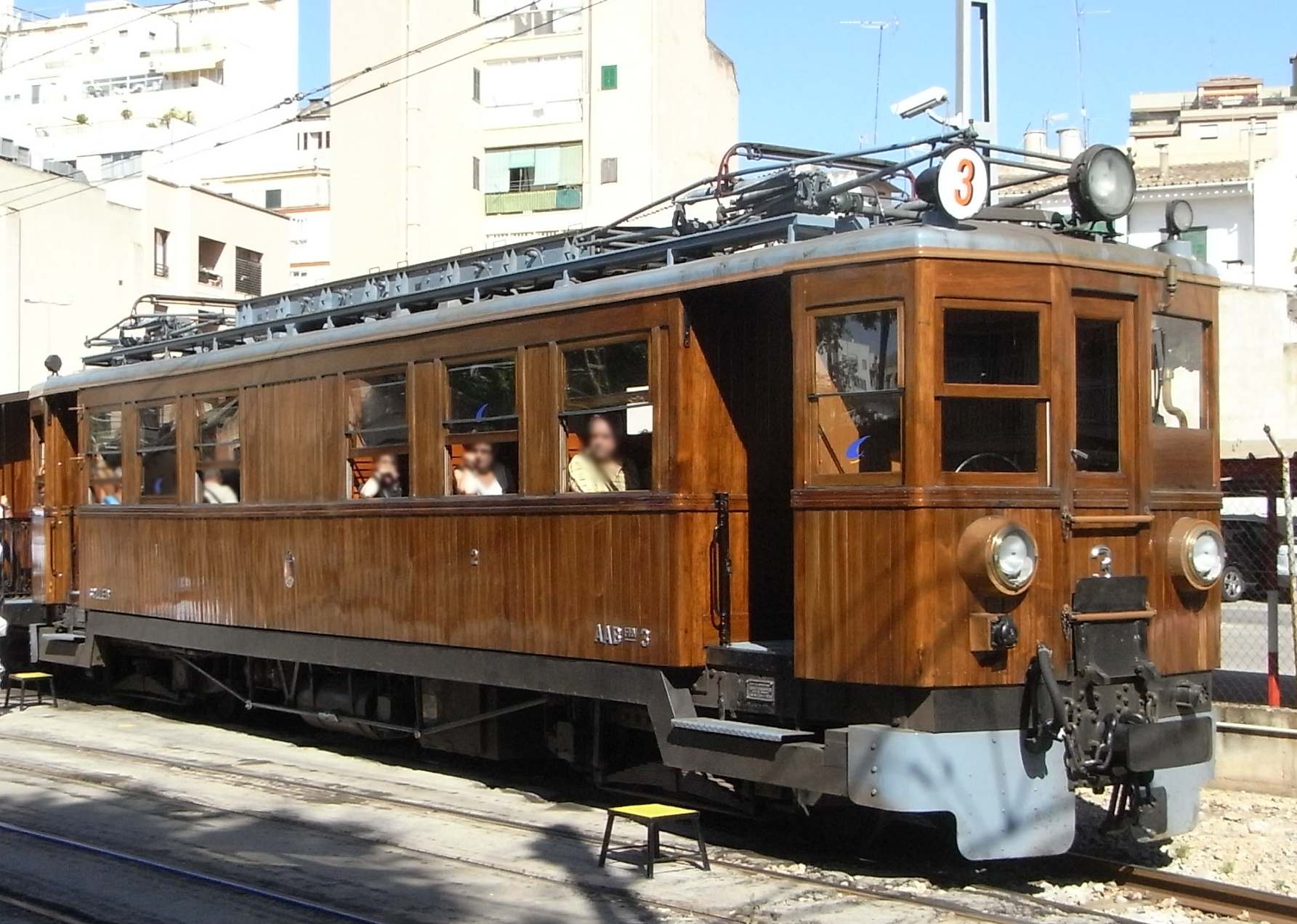
Vierassige motorwagen 3 in Palma (Plaça d'Espanya); 27 juni 2011.
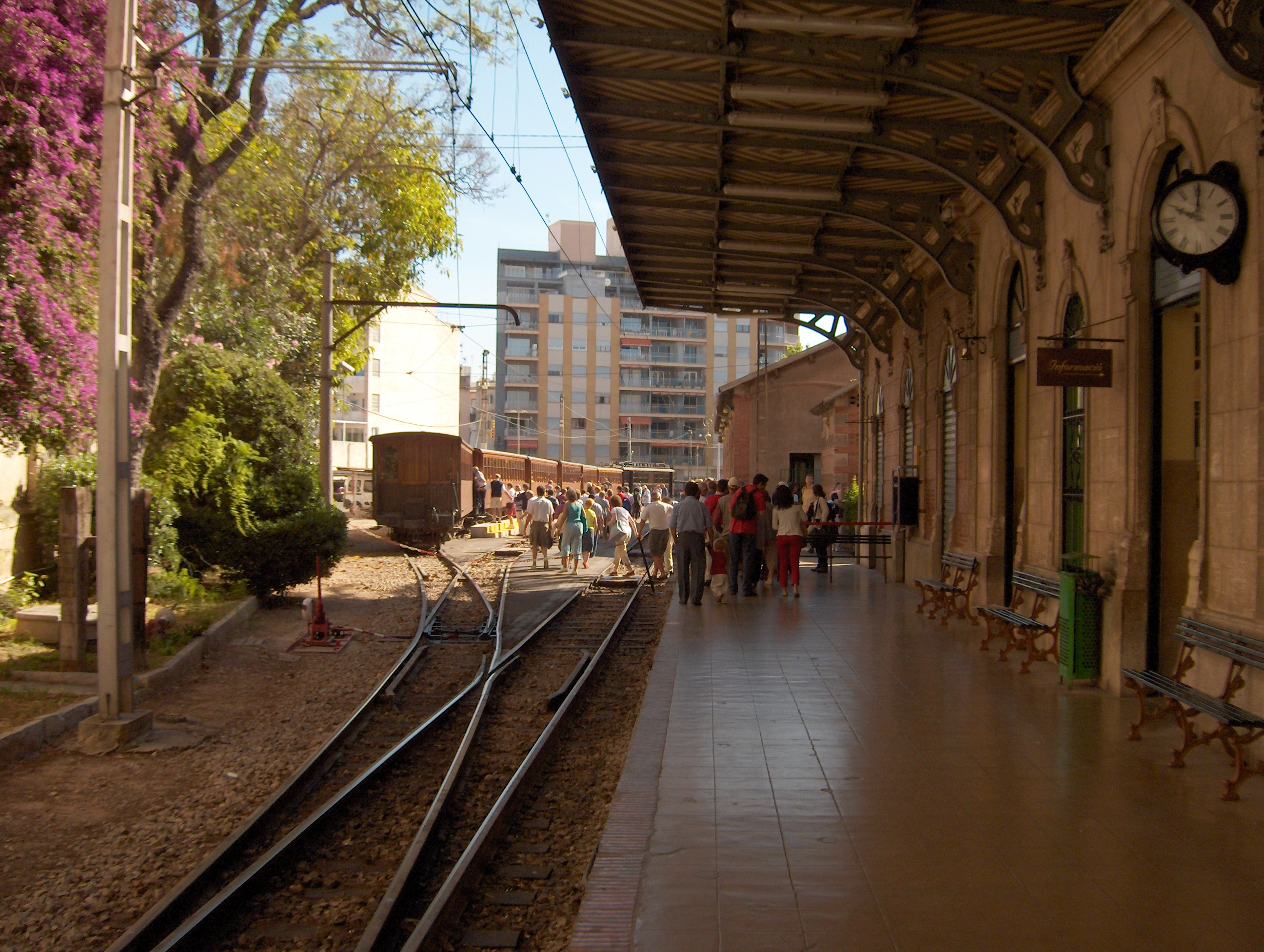
Station van de Tren de Sóller in Palma (Plaça d'Espanya); 20 mei 2005.
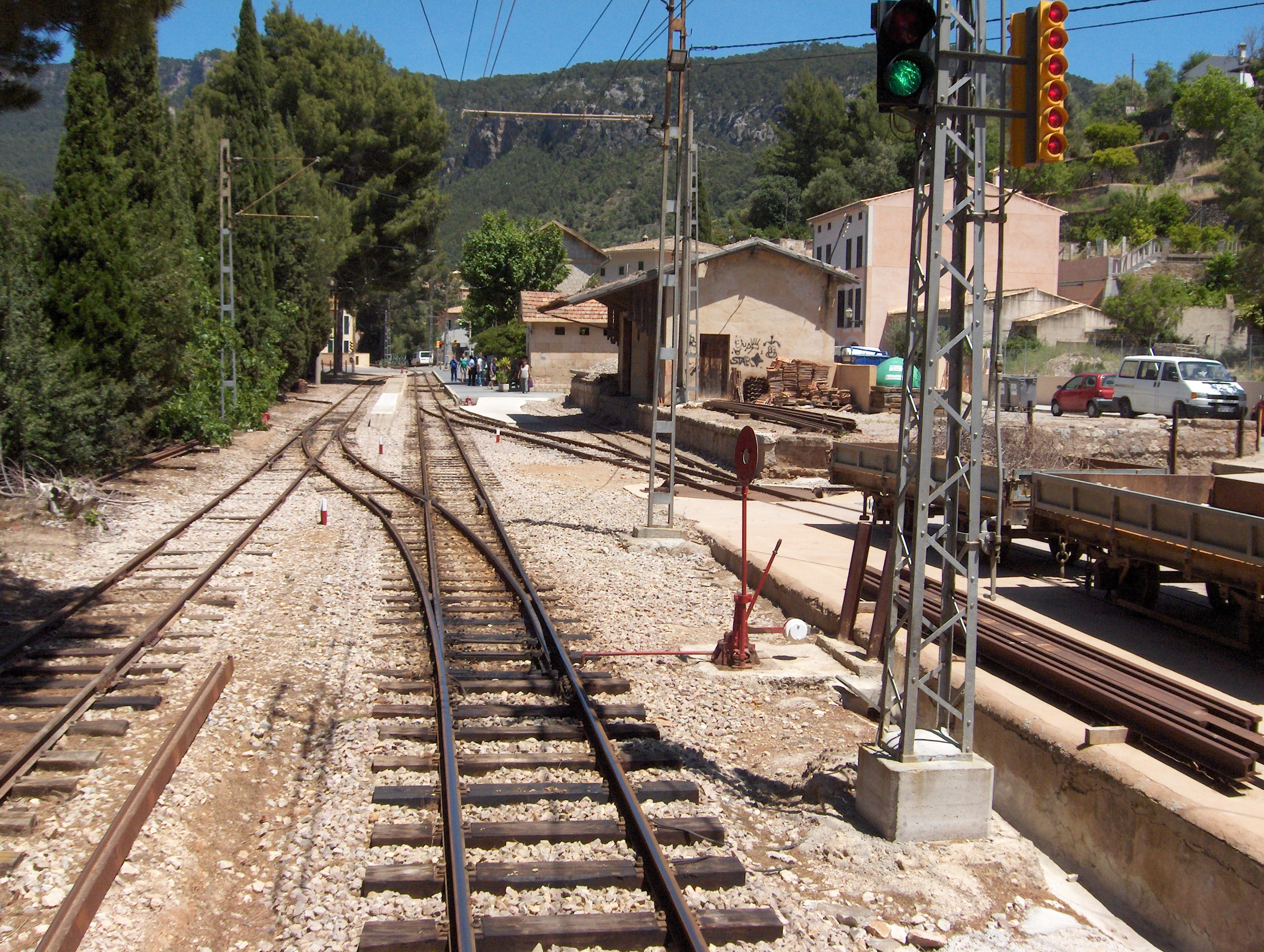
Station van de Tren de Sóller in Bunyola; 20 mei 2005.
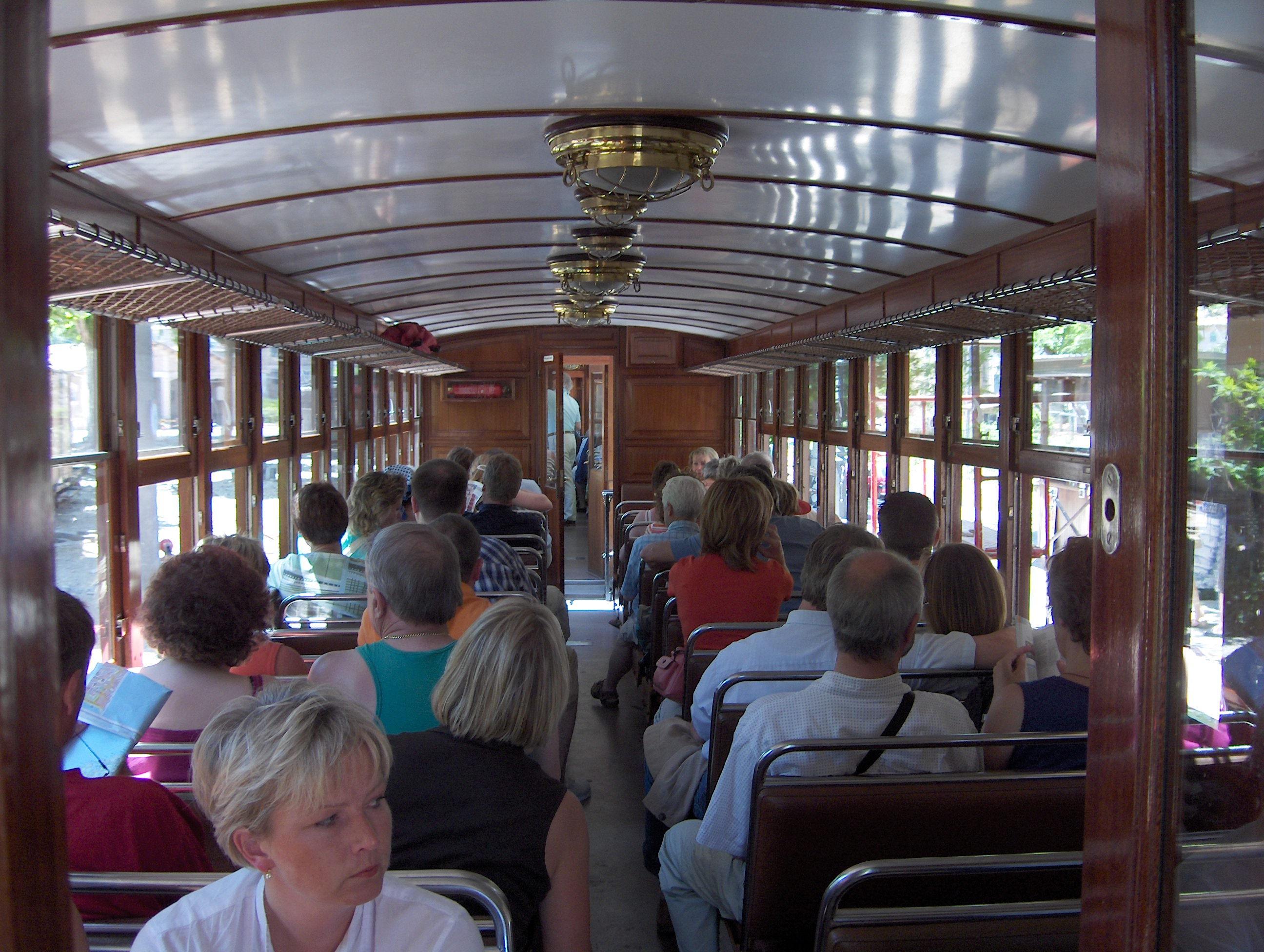
Interieur van de trein; 20 mei 2005.
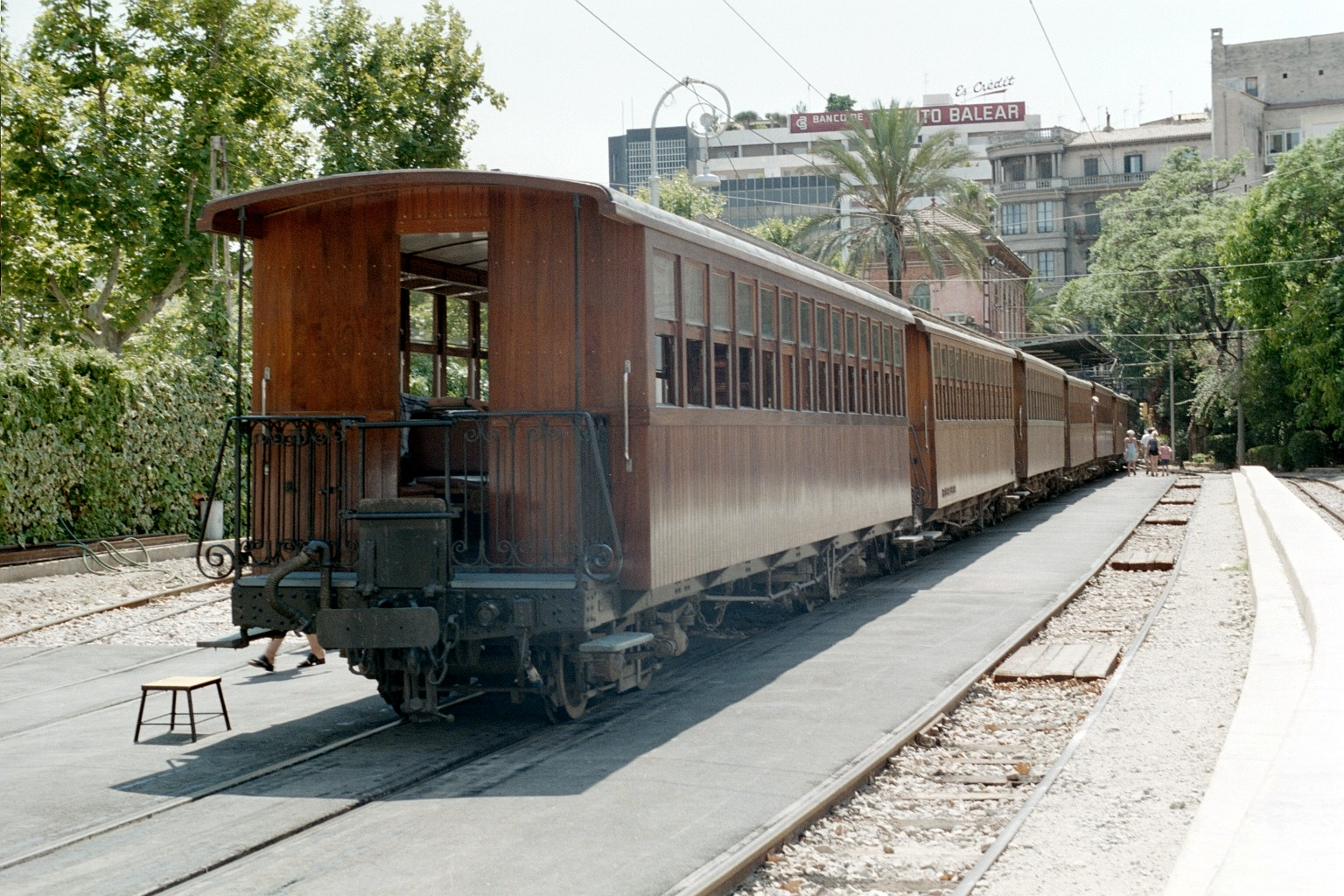
Vierassige rijtuigen van de FS in het station van Palma; 16 november 2010.
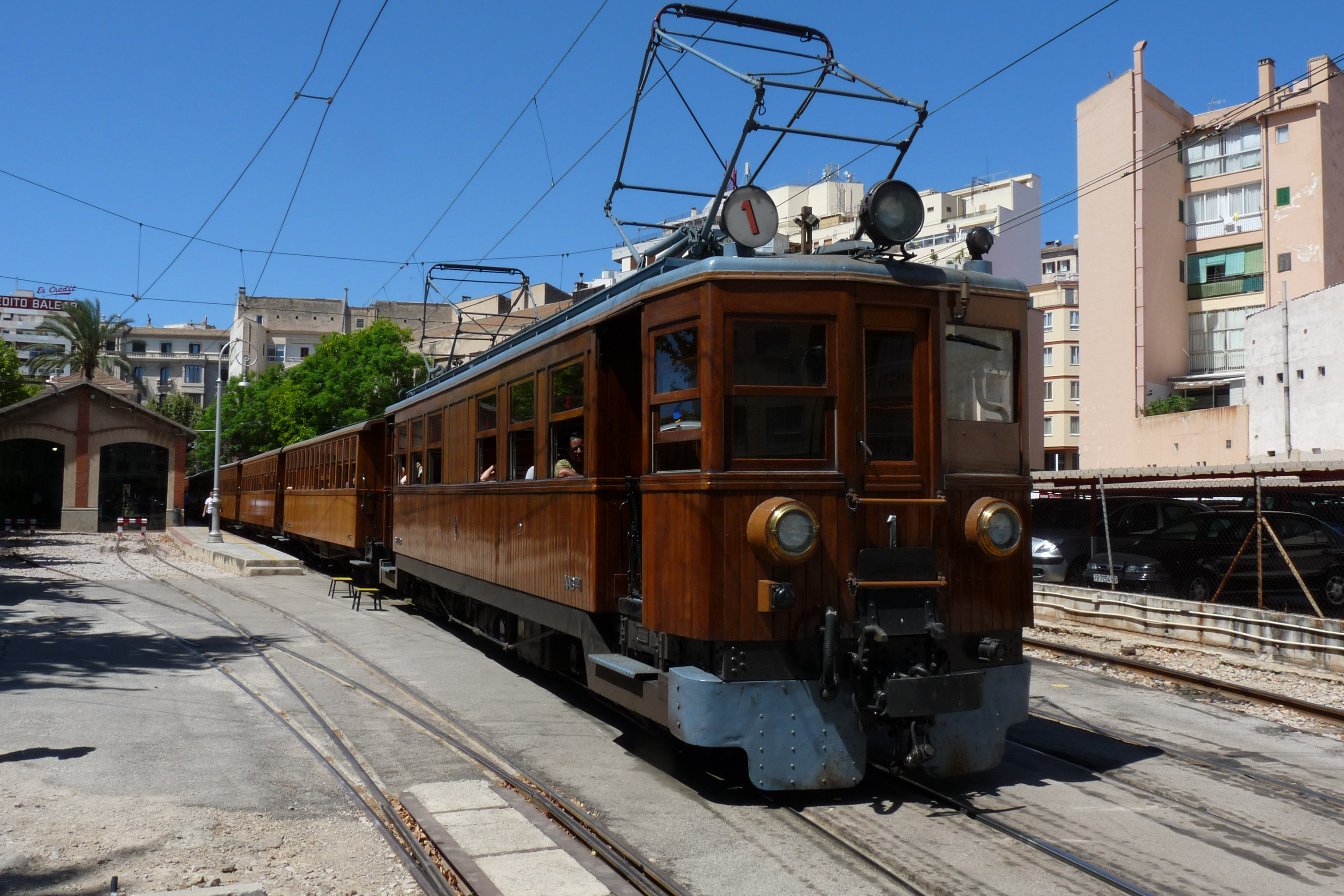
Vierassige motorwagen in het station van Palma; 20 juli 2011.
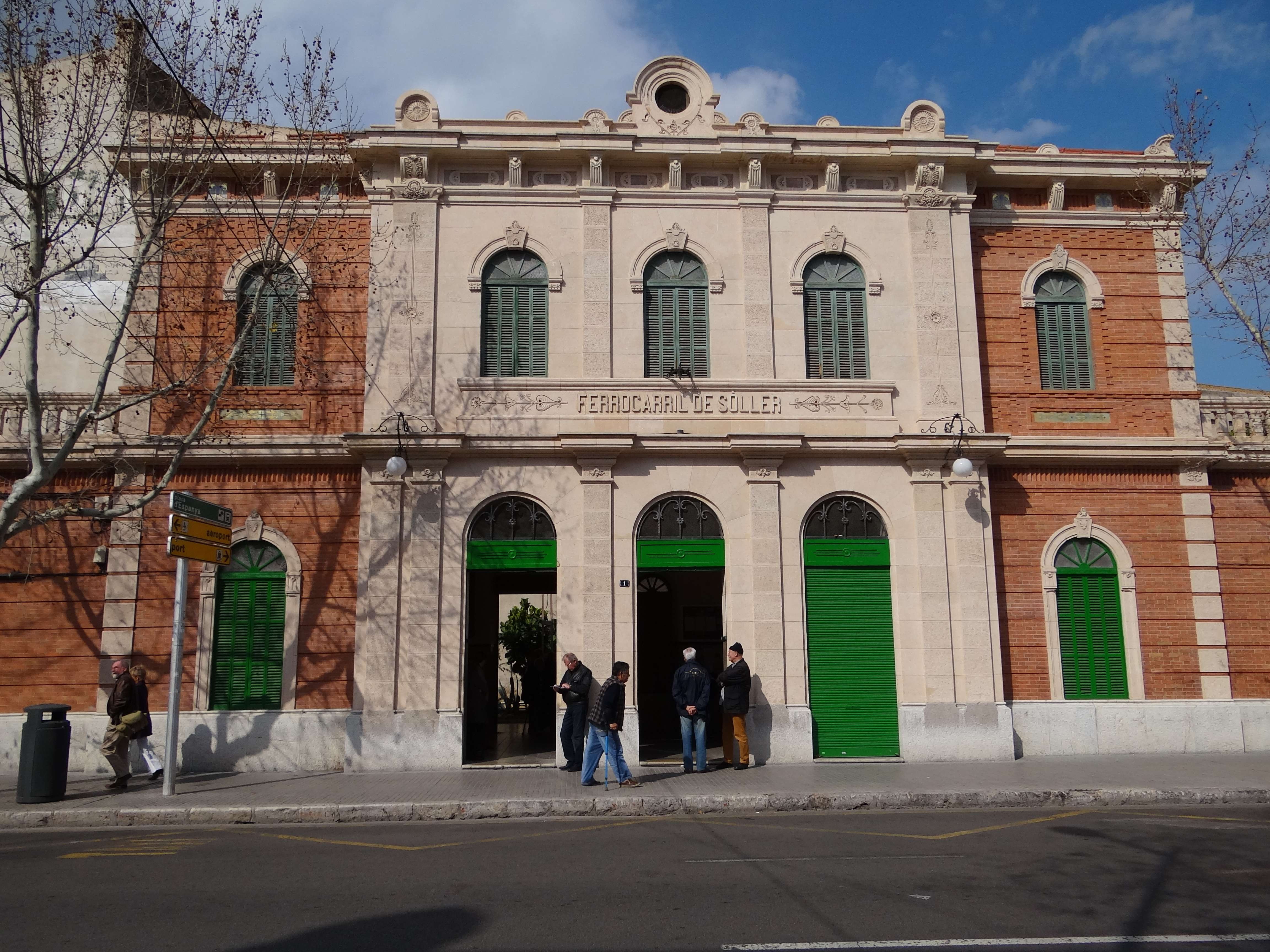
Stationsgebouw van de Ferrocarril de Sóller in Palma; 21 februari 2013.
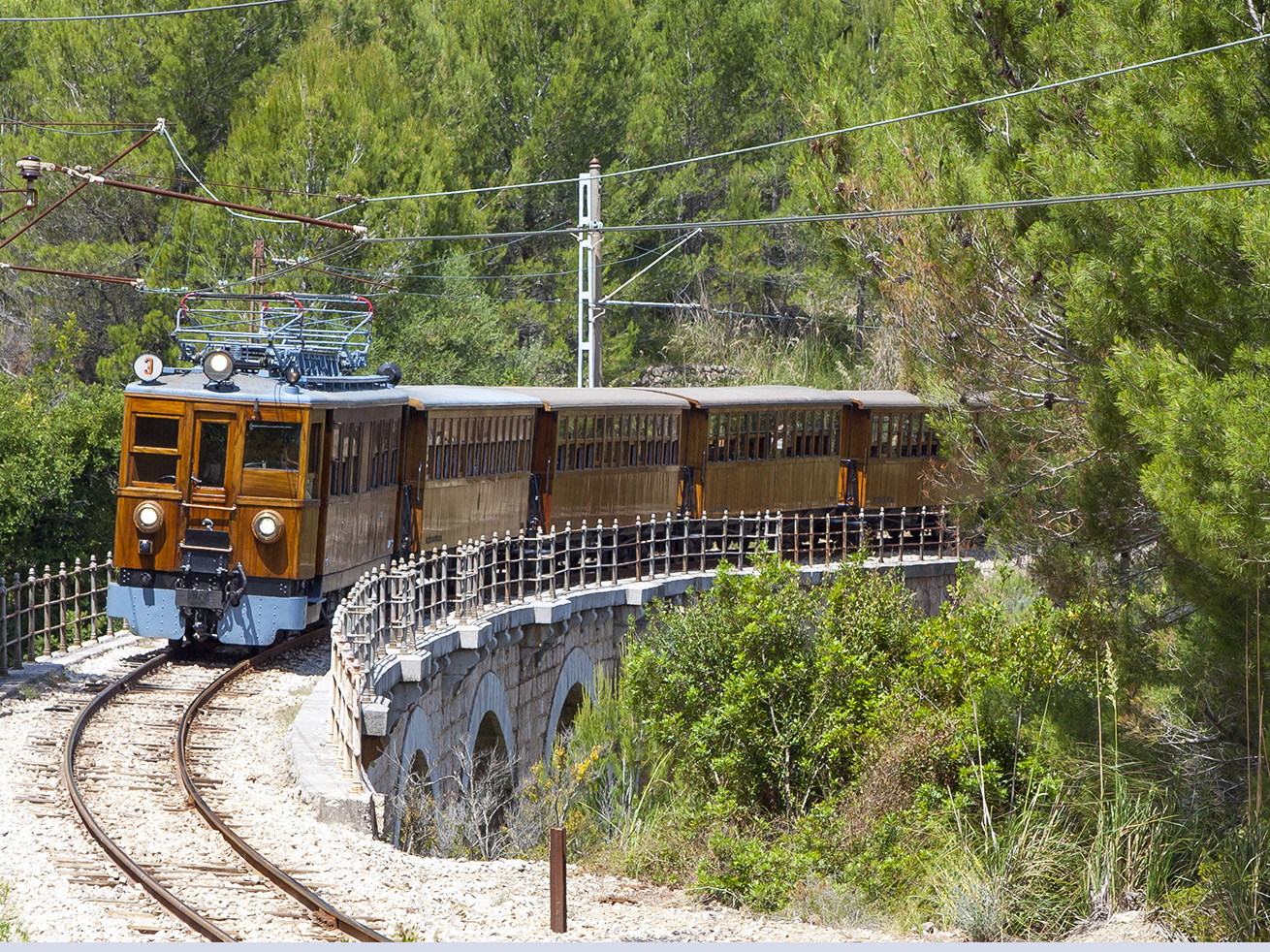
Trein van de FS nabij Mirador del Pujol; 12 augustus 2016.
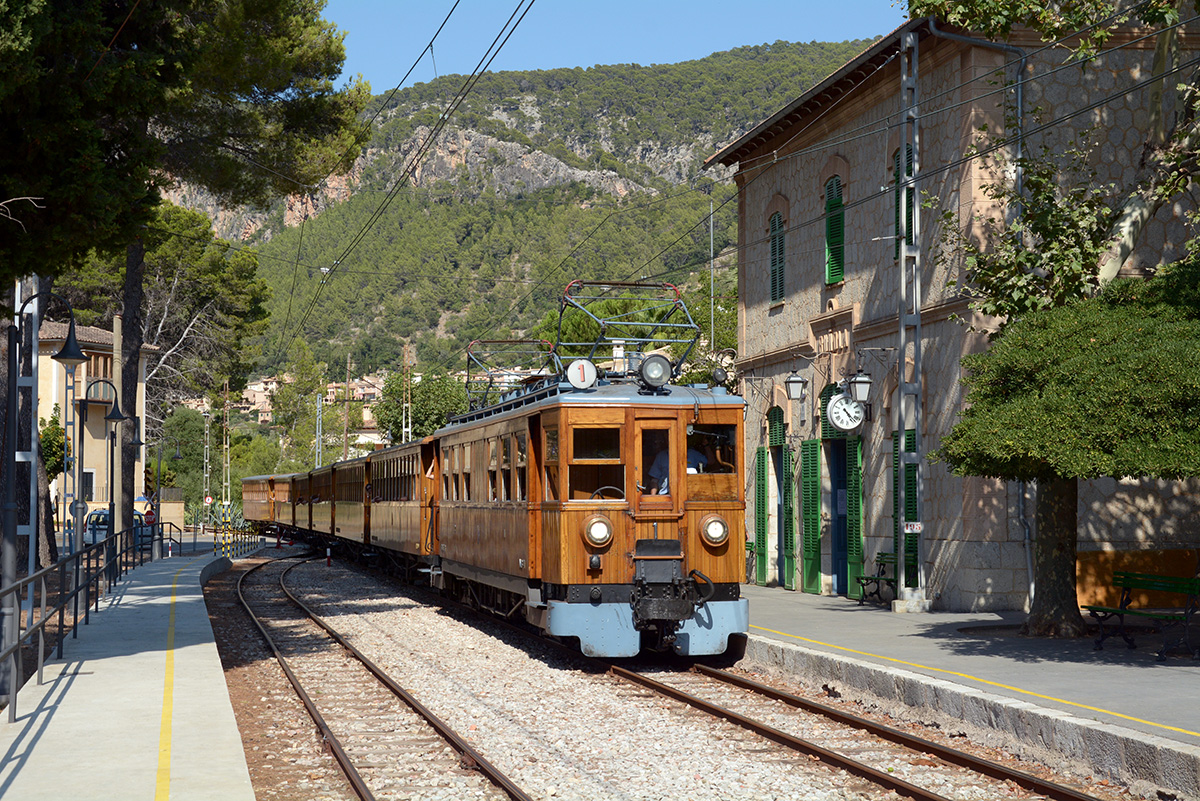
Trein van de FS in het station van Bunyola; 1 september 2017.
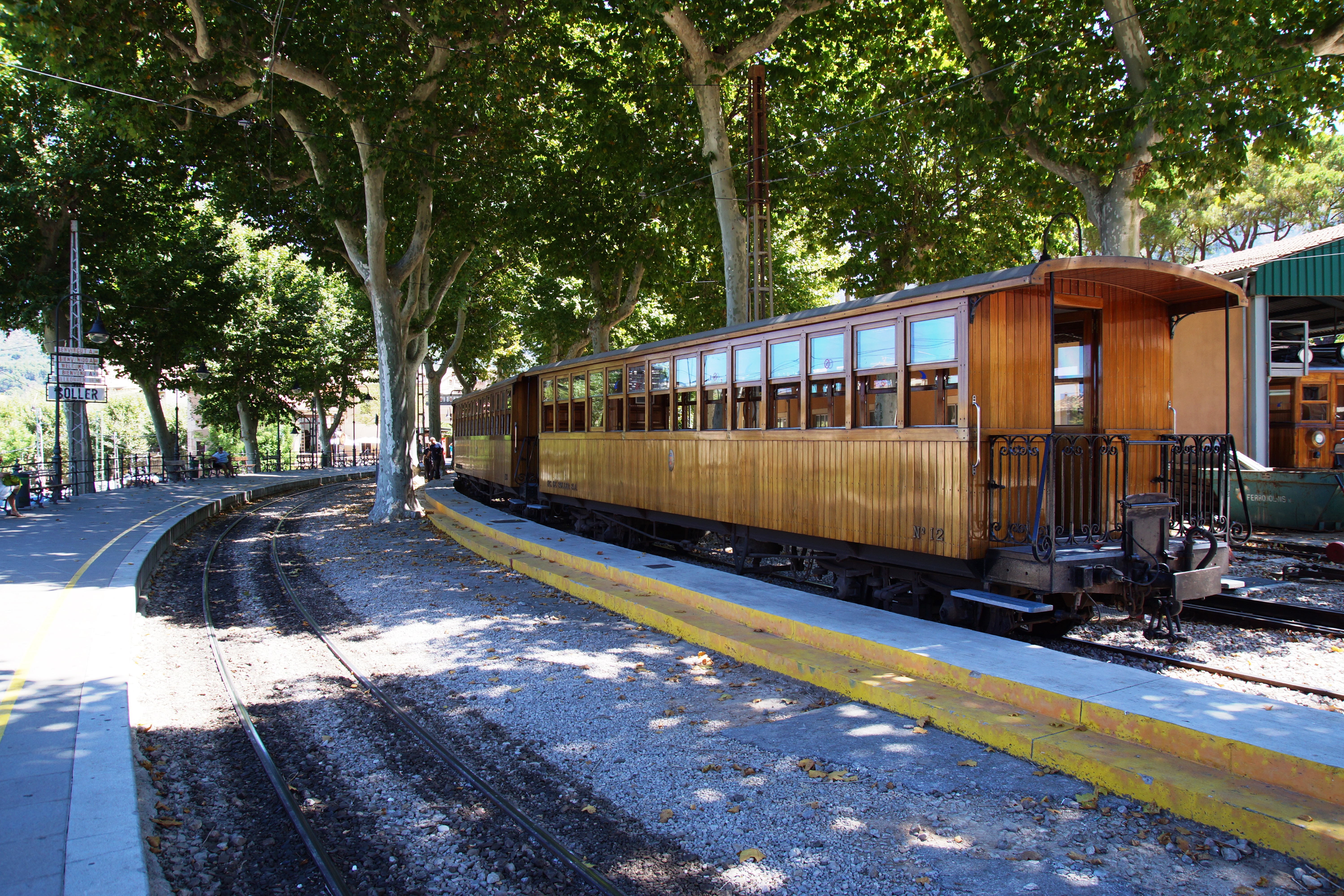
Rijtuigen van de FS in het station van Sóller; 22 juli 2014.
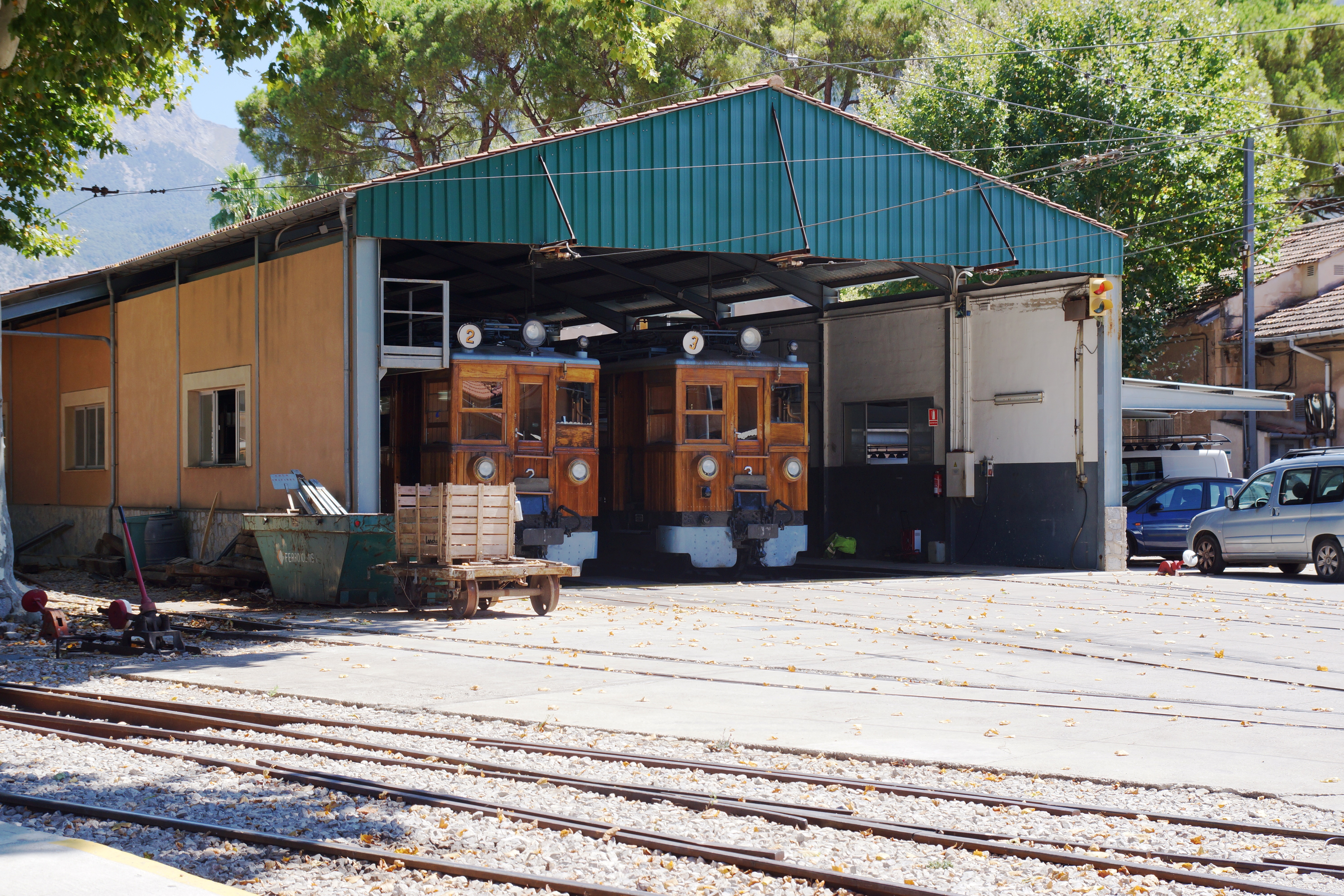
Wagenhal met motorwagens van de FS bij het station van Sóller; 22 juli 2014.
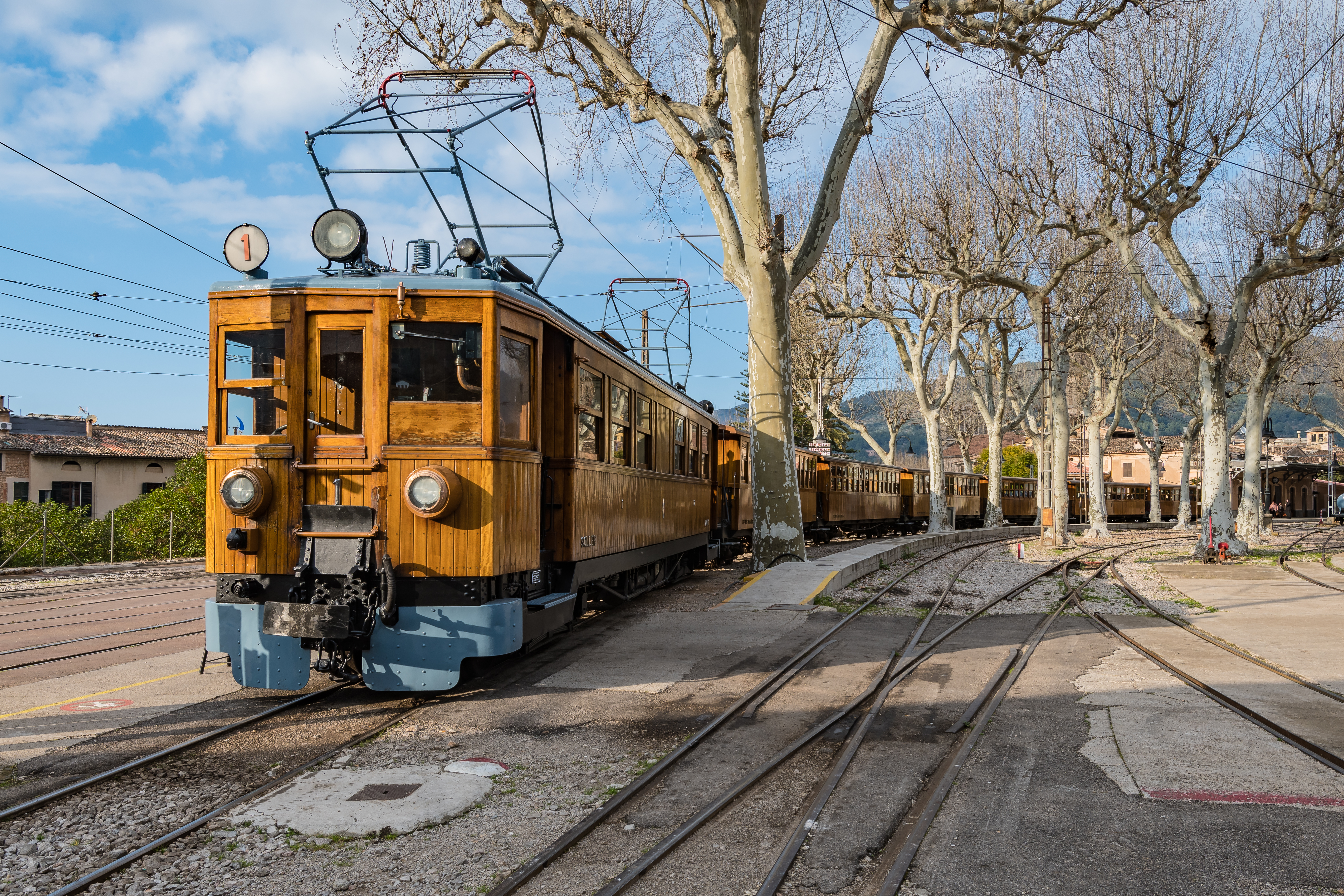
Trein van de FS gereed voor vertrek naar Palma op het station van Sóller; 24 februari 2018.

## Foto's Tramvia de Sóller

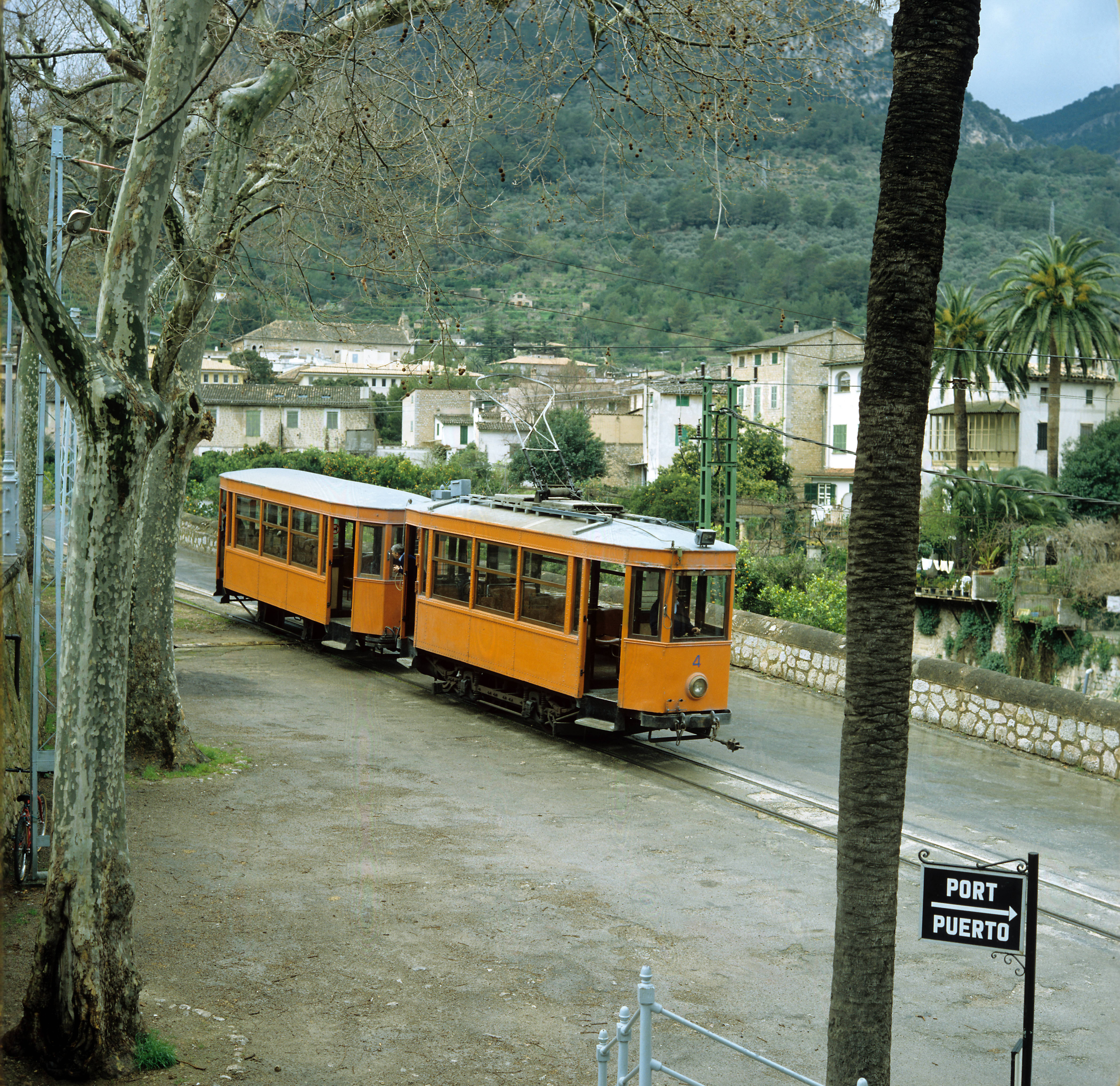
De beide trams uit Bilbao (4 en 7) tijdens een van de zeldzame ritten in Sóller. De gesloten bijwagen reed alleen bij slecht weer; maart 1994.
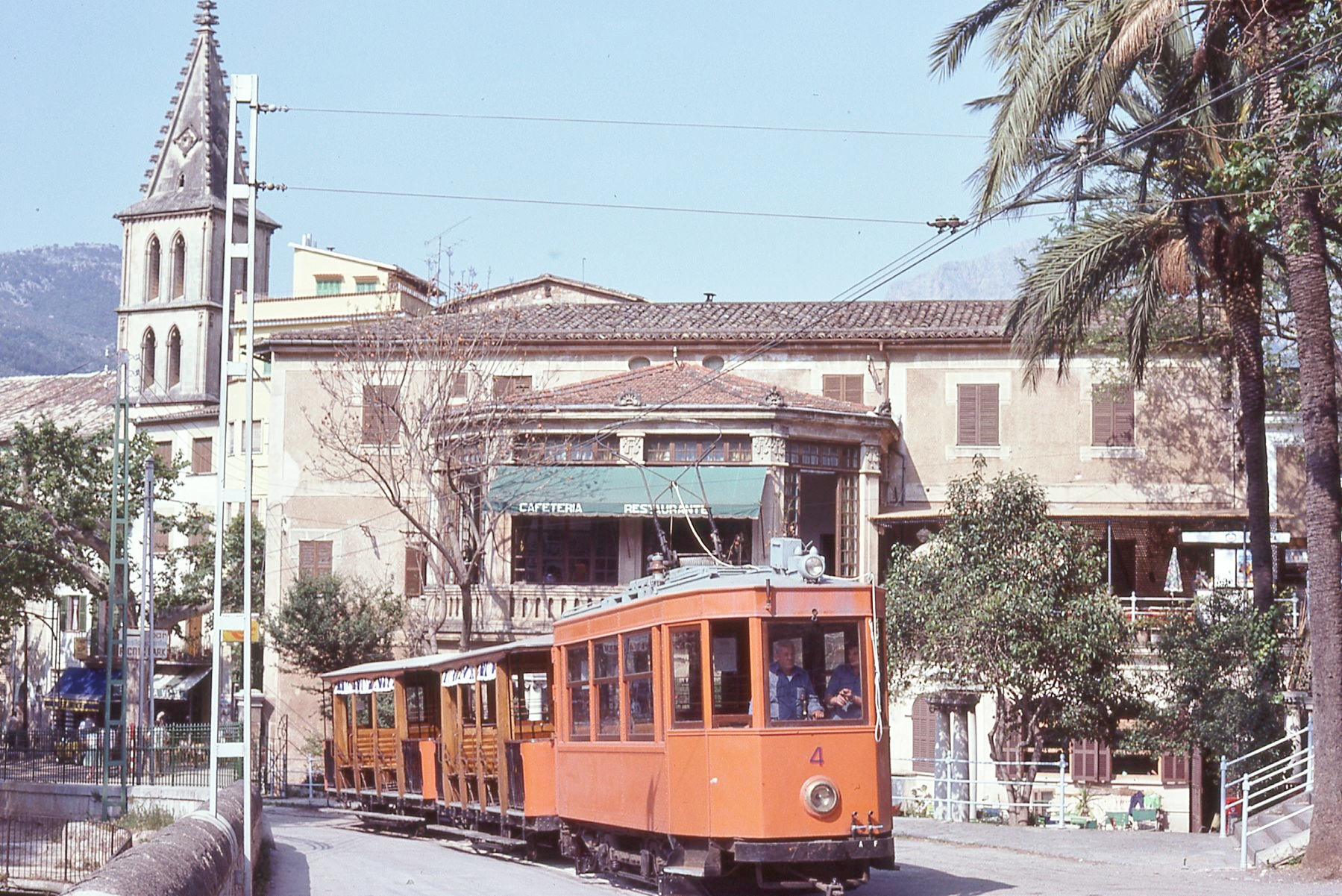
De 'Tramvia de Sóller' met motorwagen 4 en twee open bijwagens bij het Station van Sóller; mei 1979.
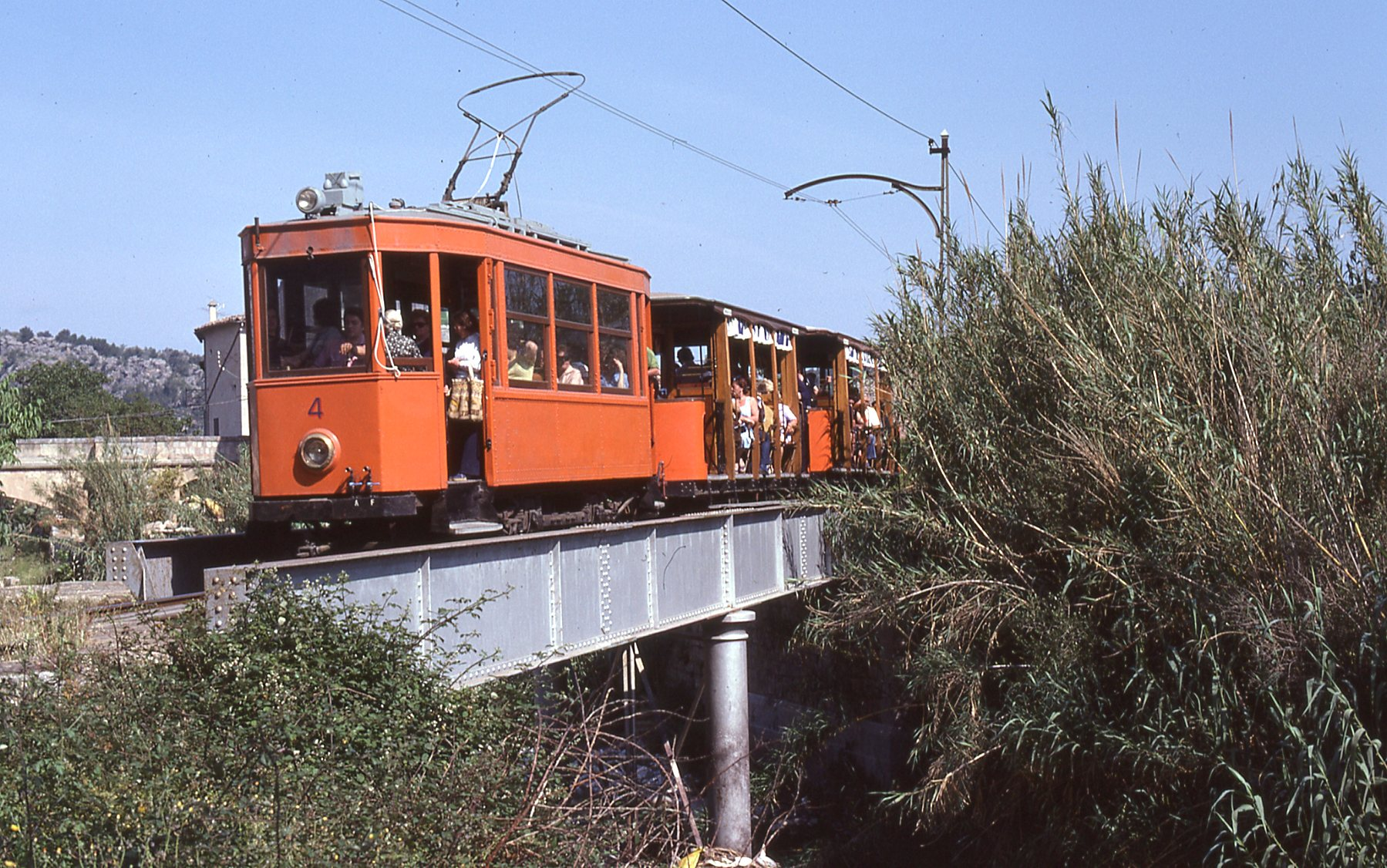
Motorwagen 4 (ex-Bilbao) met bijwagens afkomstig van de Tram van Palma op de brug over de rivier rijdend in de richting van Port de Sóller; 1 mei 1979.
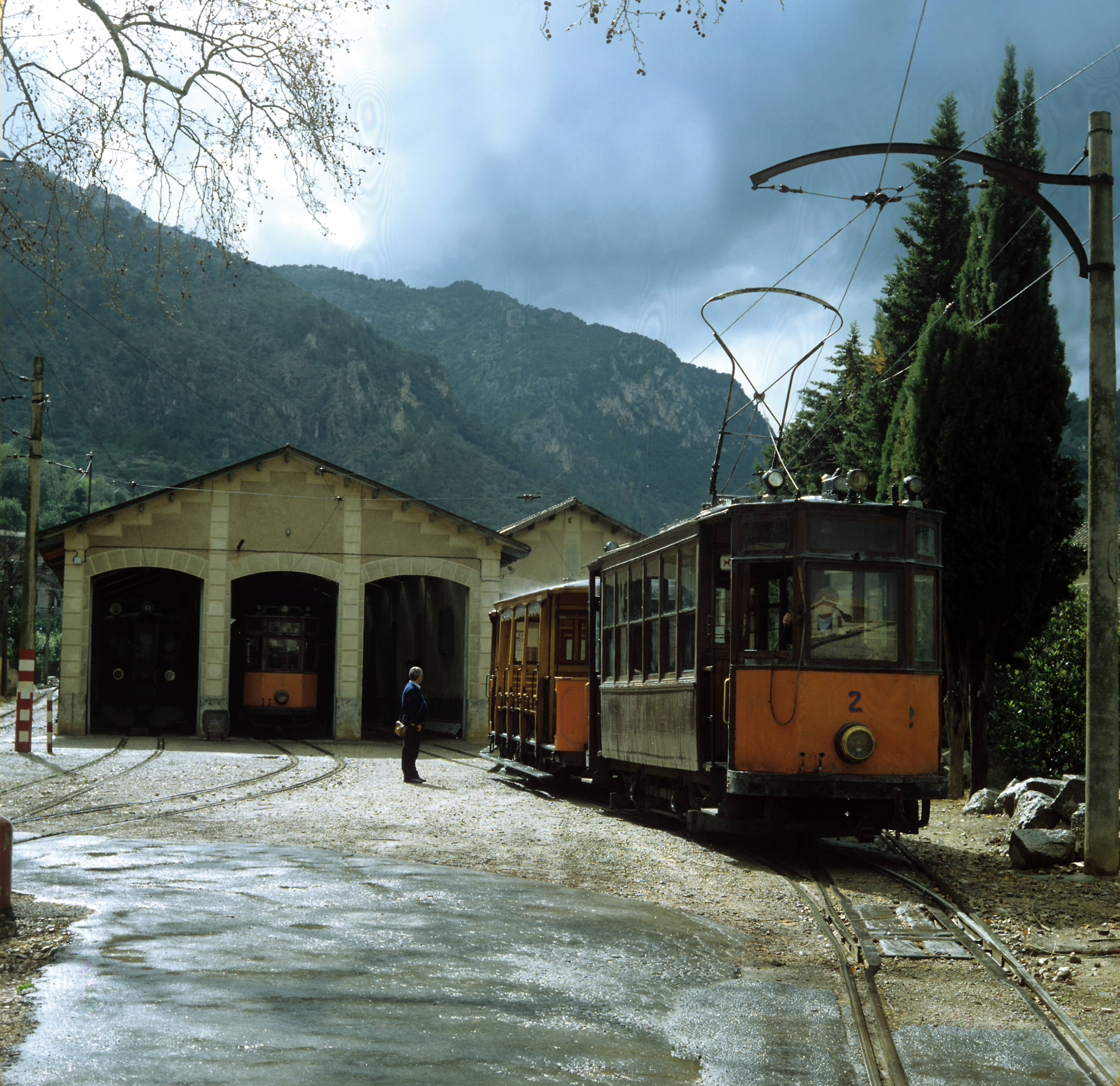
Trammotorwagen 2 rangeert voor de tramremise van Sóller. Binnen staan motorwagen 2 van de Tren de Sóller en trammotorwagen 1. De voertuigen zijn nog niet gemoderniseerd. Het emplacement voor de remise is sindsdien tweemaal gewijzigd; maart 1984.
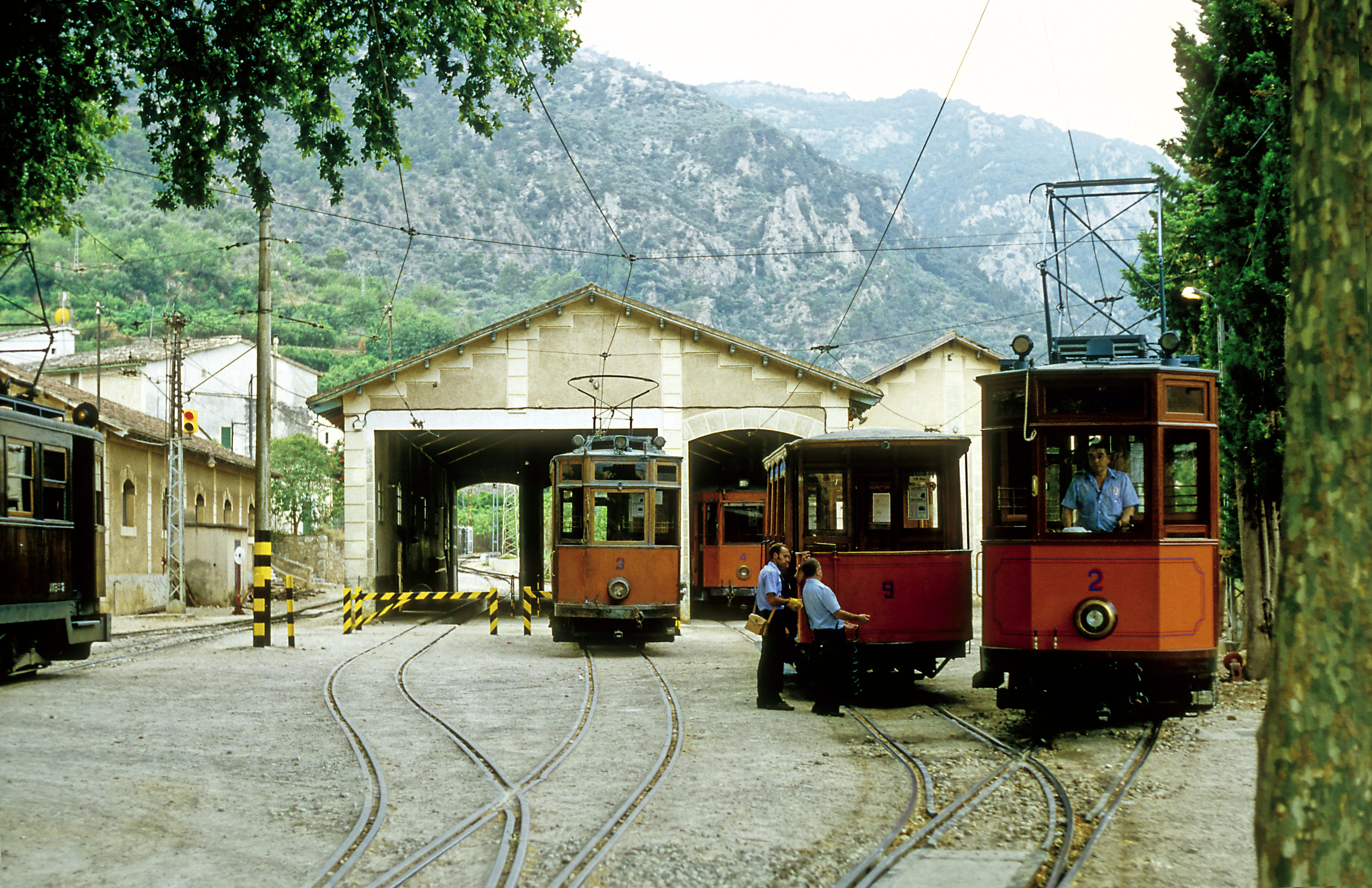
De nog niet gemoderniseerde motorwagen 3 en daarachter in de remise motorwagen 4 (ex-Bilbao) en rechts de rangerende motorwagen 2; juni 1997.
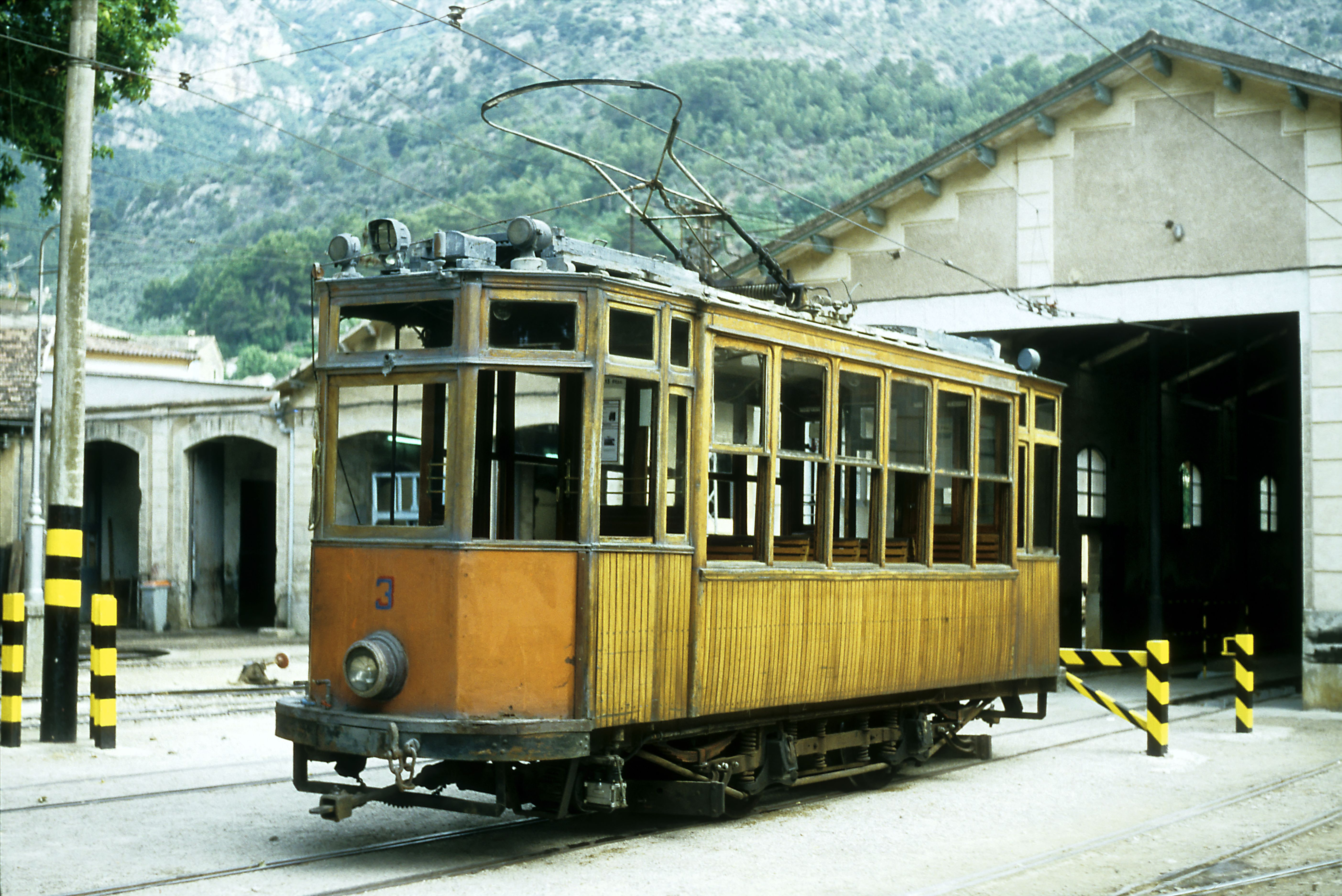
De nog niet gemoderniseerde motorwagen 3 aan de niet-deurzijde, voor de remise van Sóller; juni 1997.
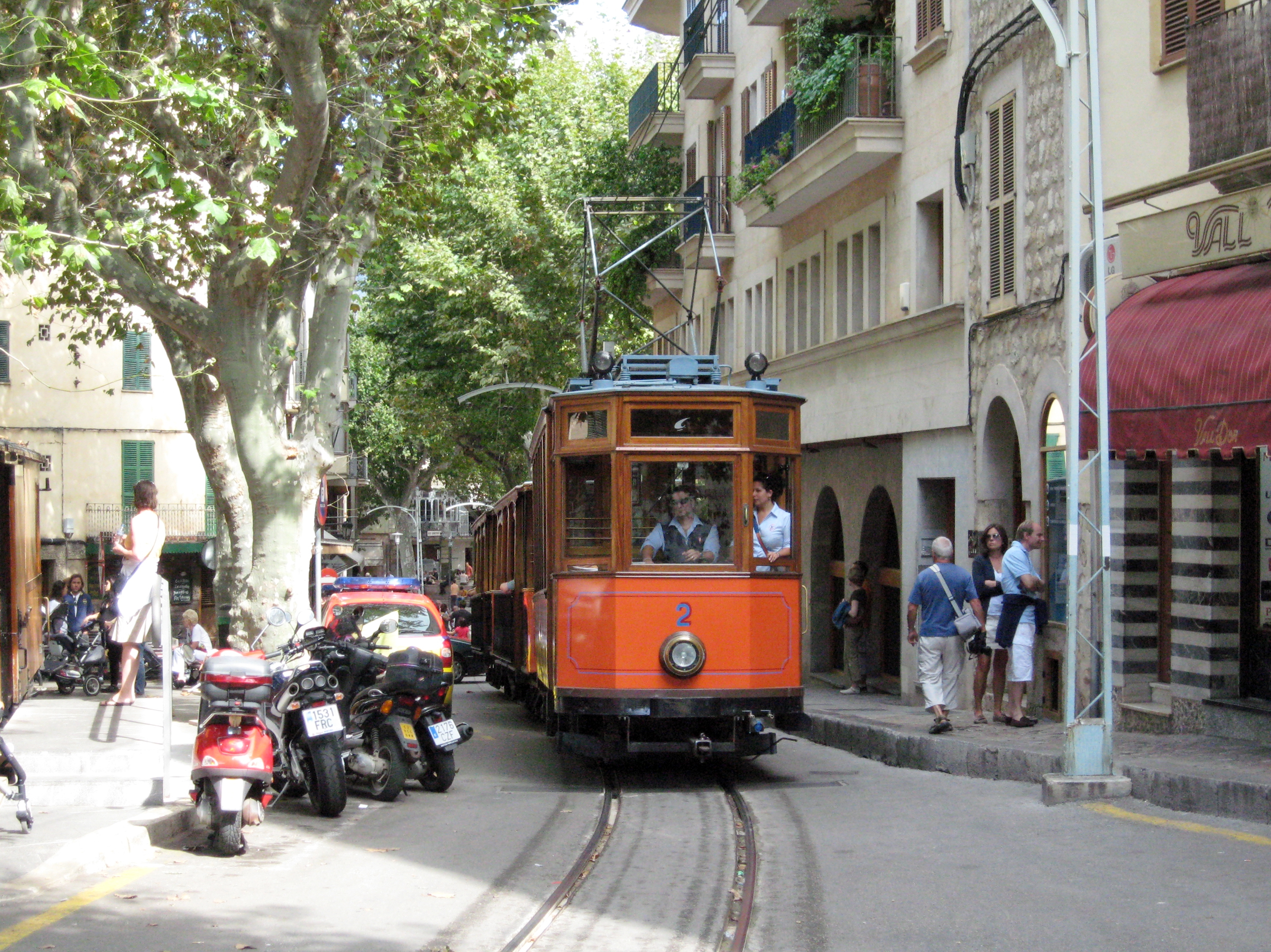
Tramstel onderweg door de smalle straten van Sóller; 27 september 2008.
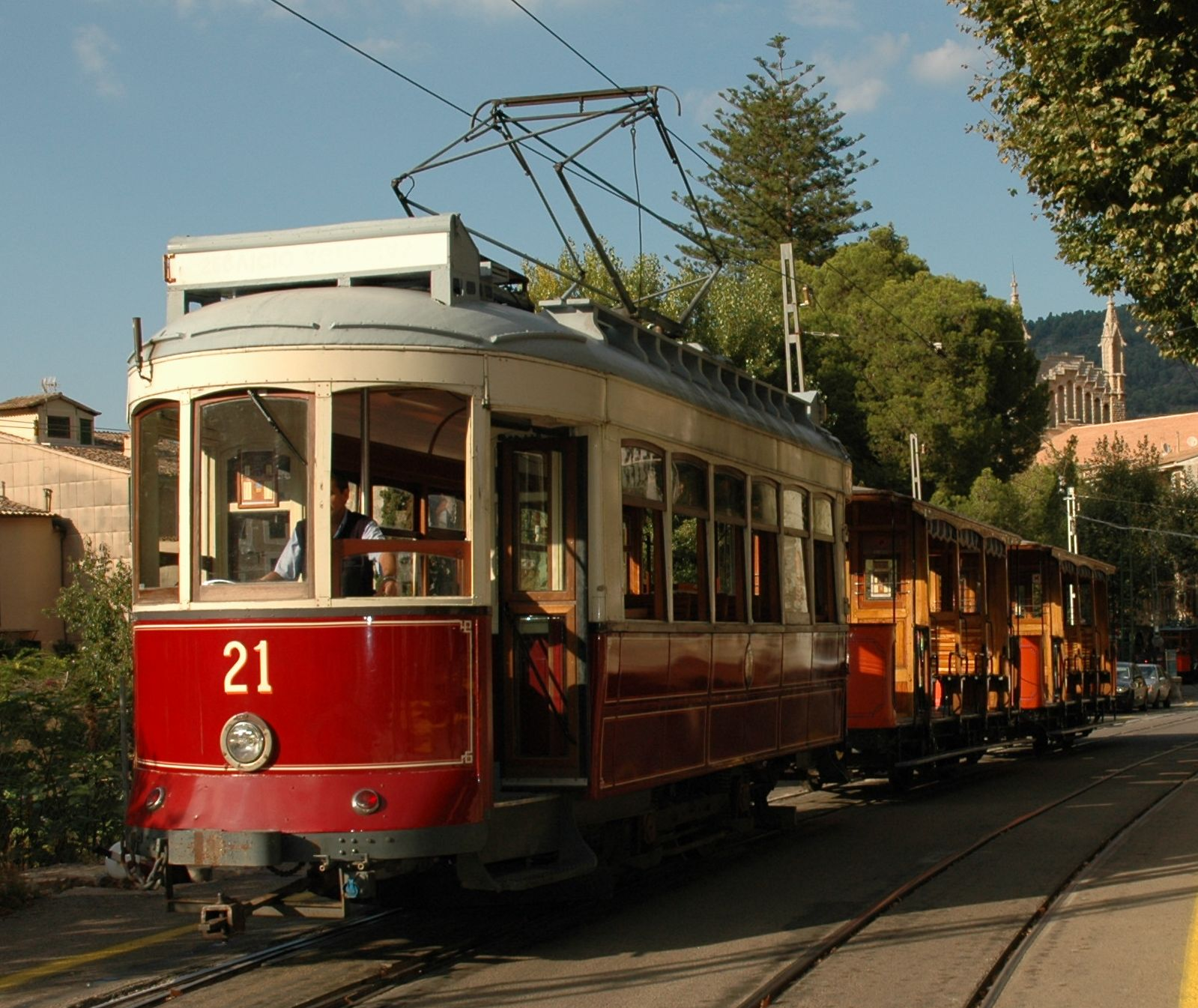
De uit Lissabon (serie 701-735) afkomstige motorwagen 21, nog in het rood en niet verbouwd, met bijwagens bij het station Sóller; 29 september 2008.
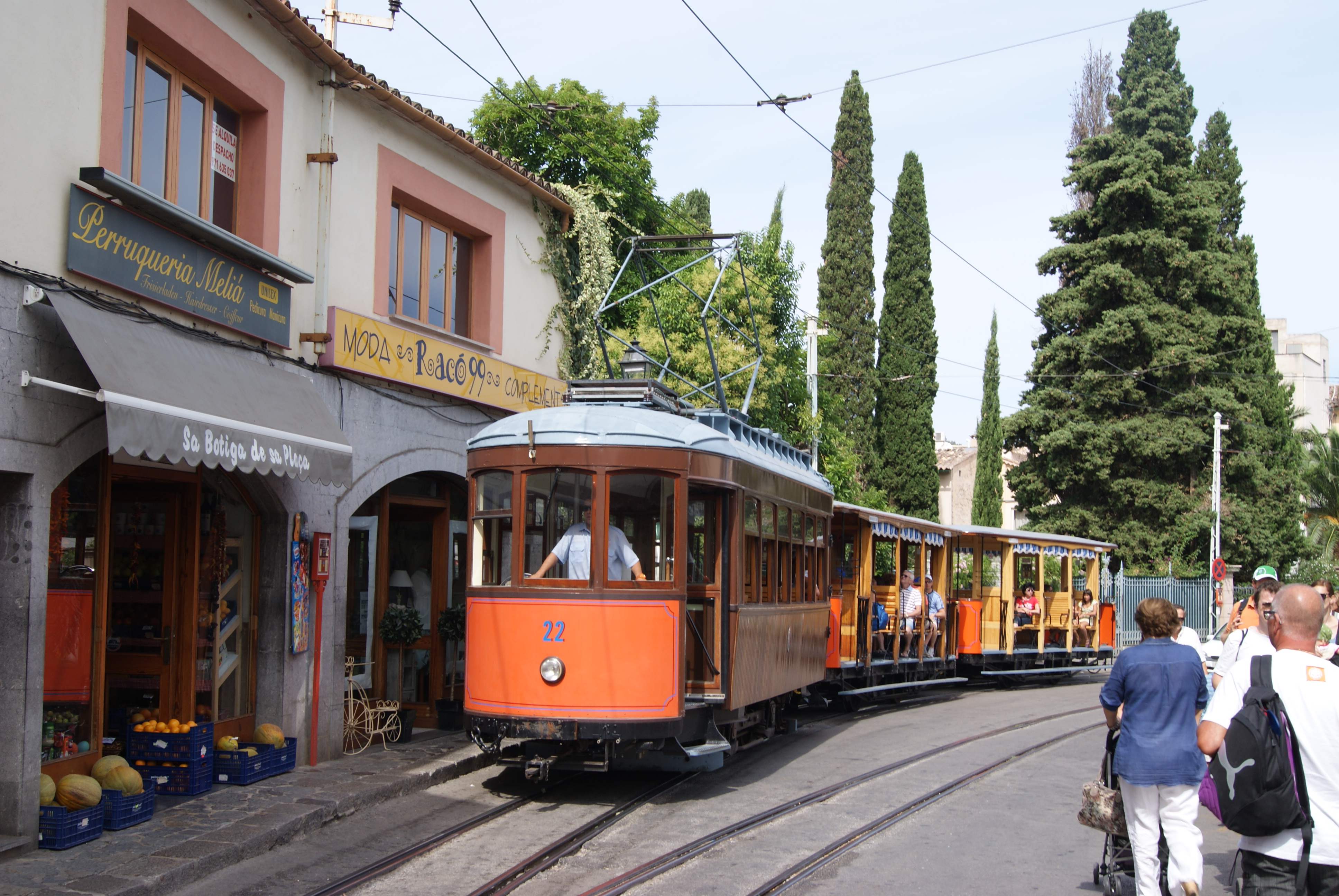
De uit Lissabon (serie 701-735) afkomstige motorwagen 22, inmiddels in het kleurenschema van Sóller, met twee bijwagens; 1 september 2010.
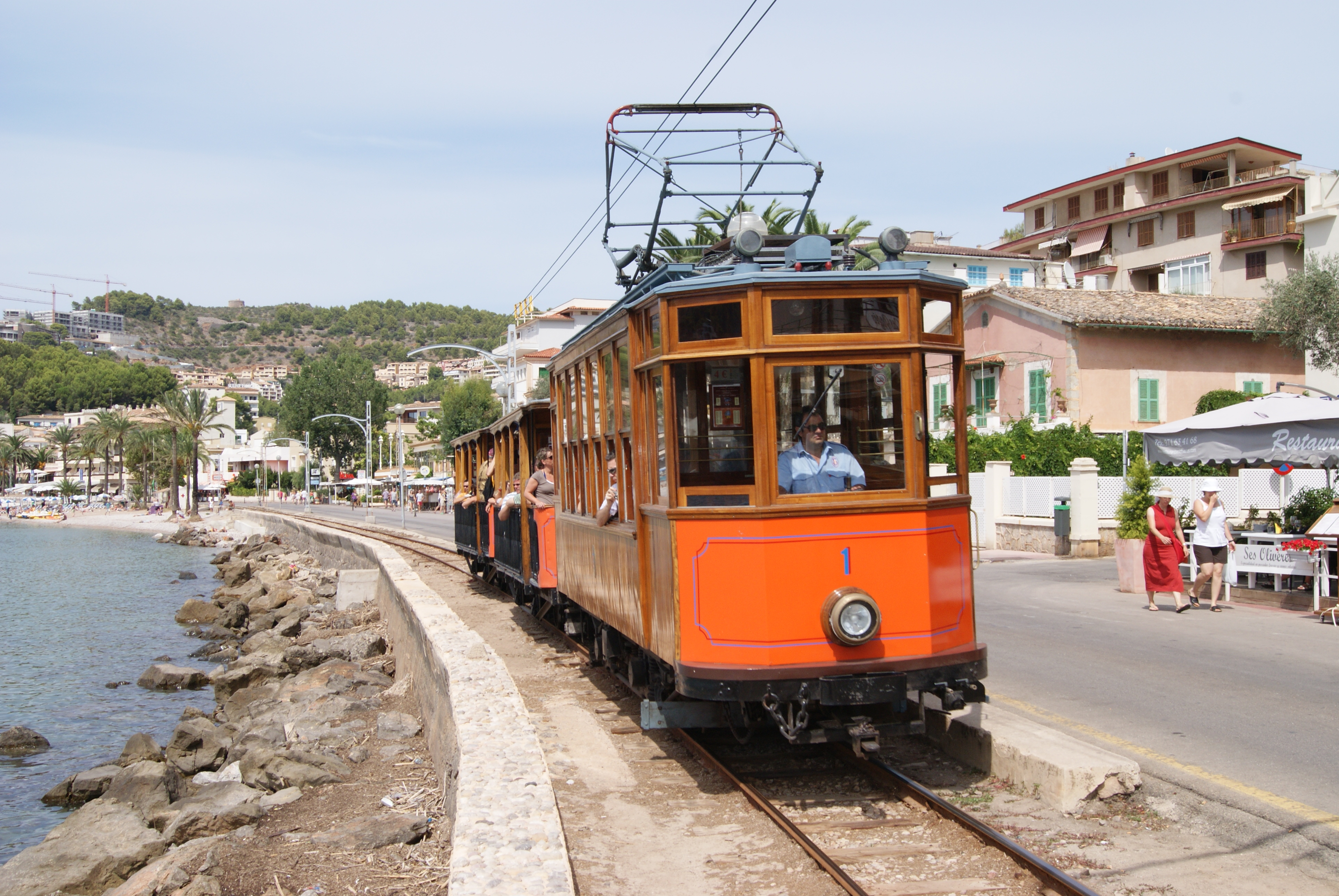
Motorwagen 1 met twee bijwagens onderweg langs de promenade; 1 september 2010.
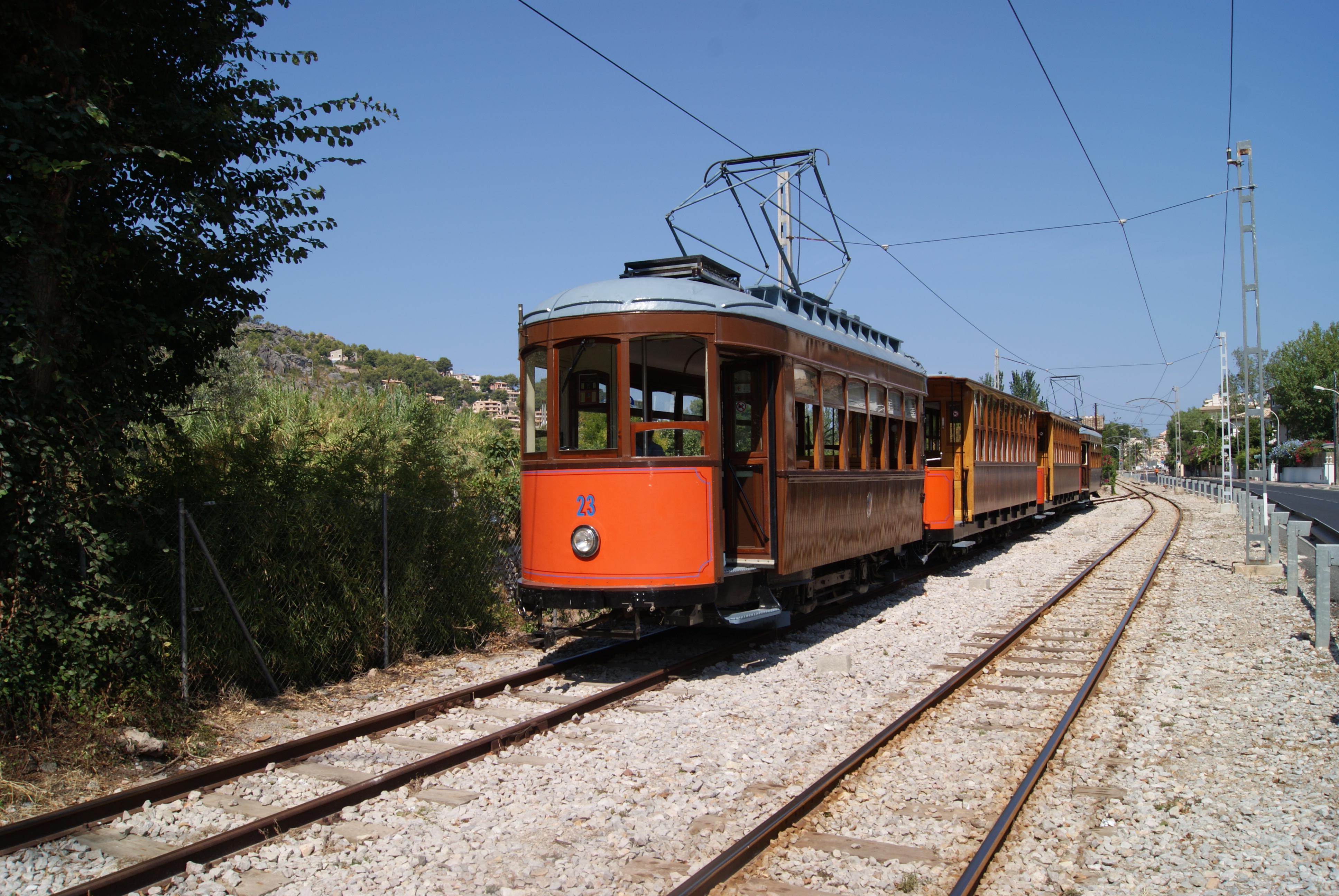
Een vierwagentram bestaande uit twee motorwagens (ex-Lissabon) en daartussen twee vierassige bijwagens op de wisselplaats aan de rand van Port de Sóller; 4 september 2010.
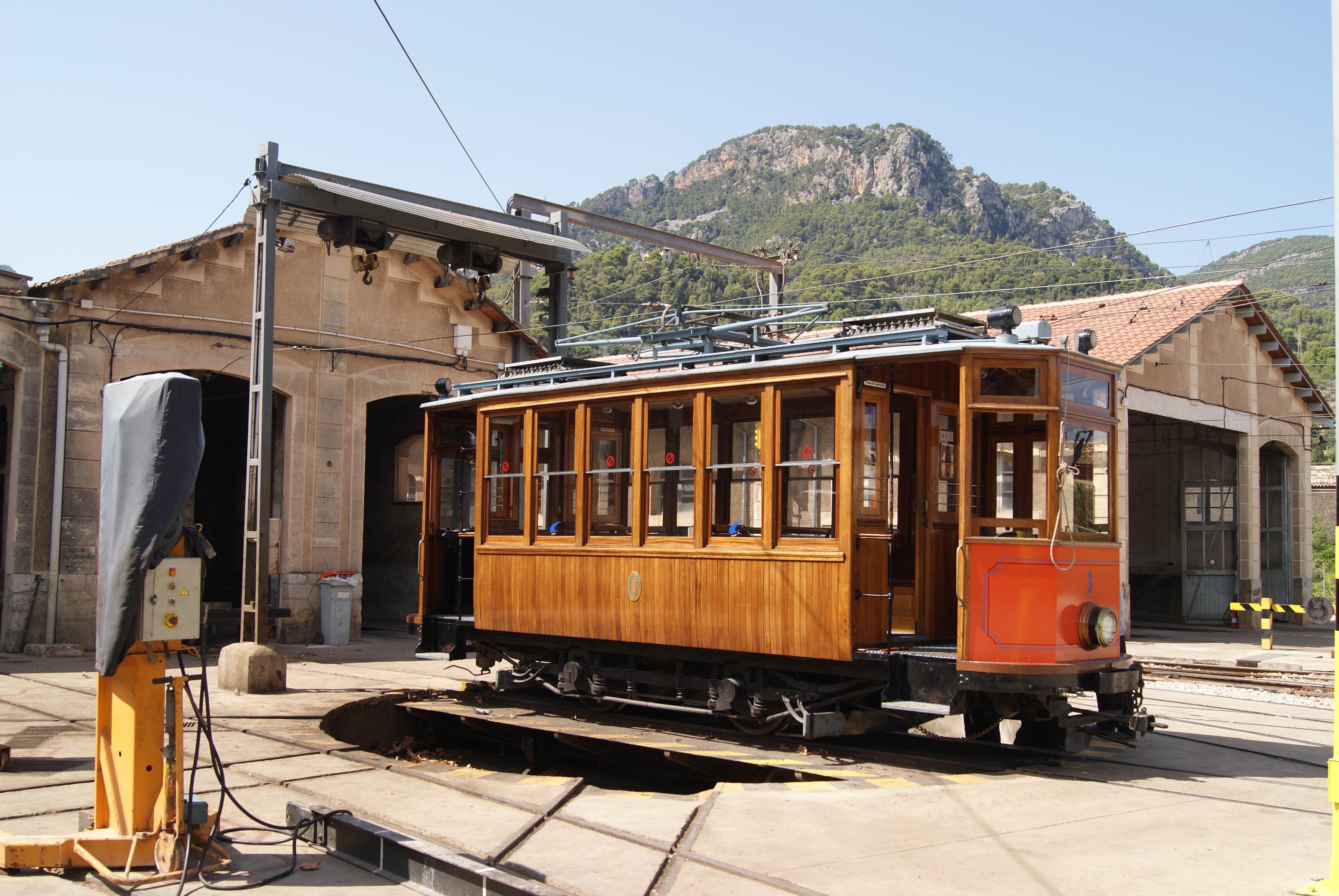
Motorwagen 3 op de draaischijf voor de wagenloods te Sóller; 29 augustus 2011.
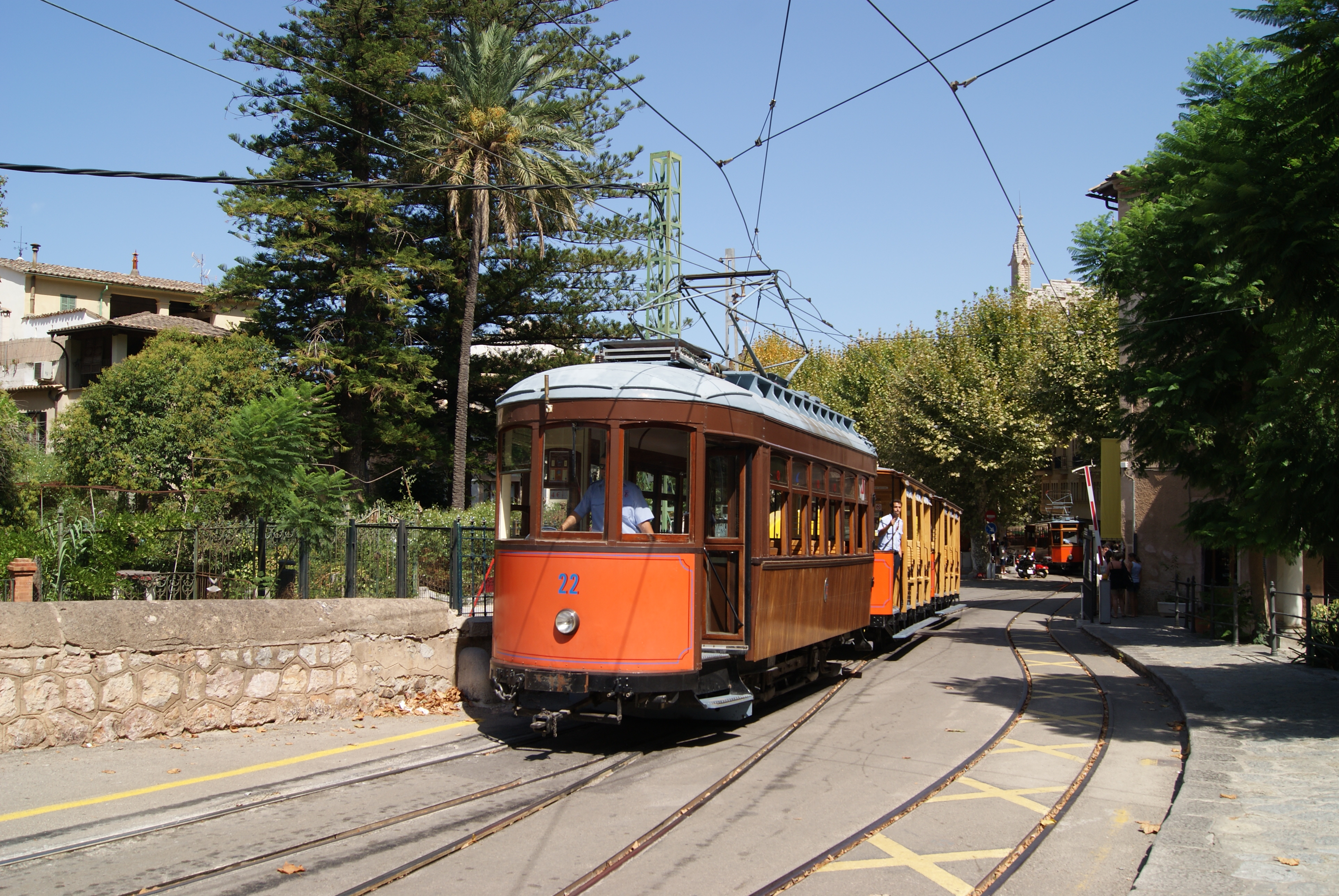
Motorwagen 22 (ex-Lissabon) in de straten van Sóller; 29 augustus 2011.
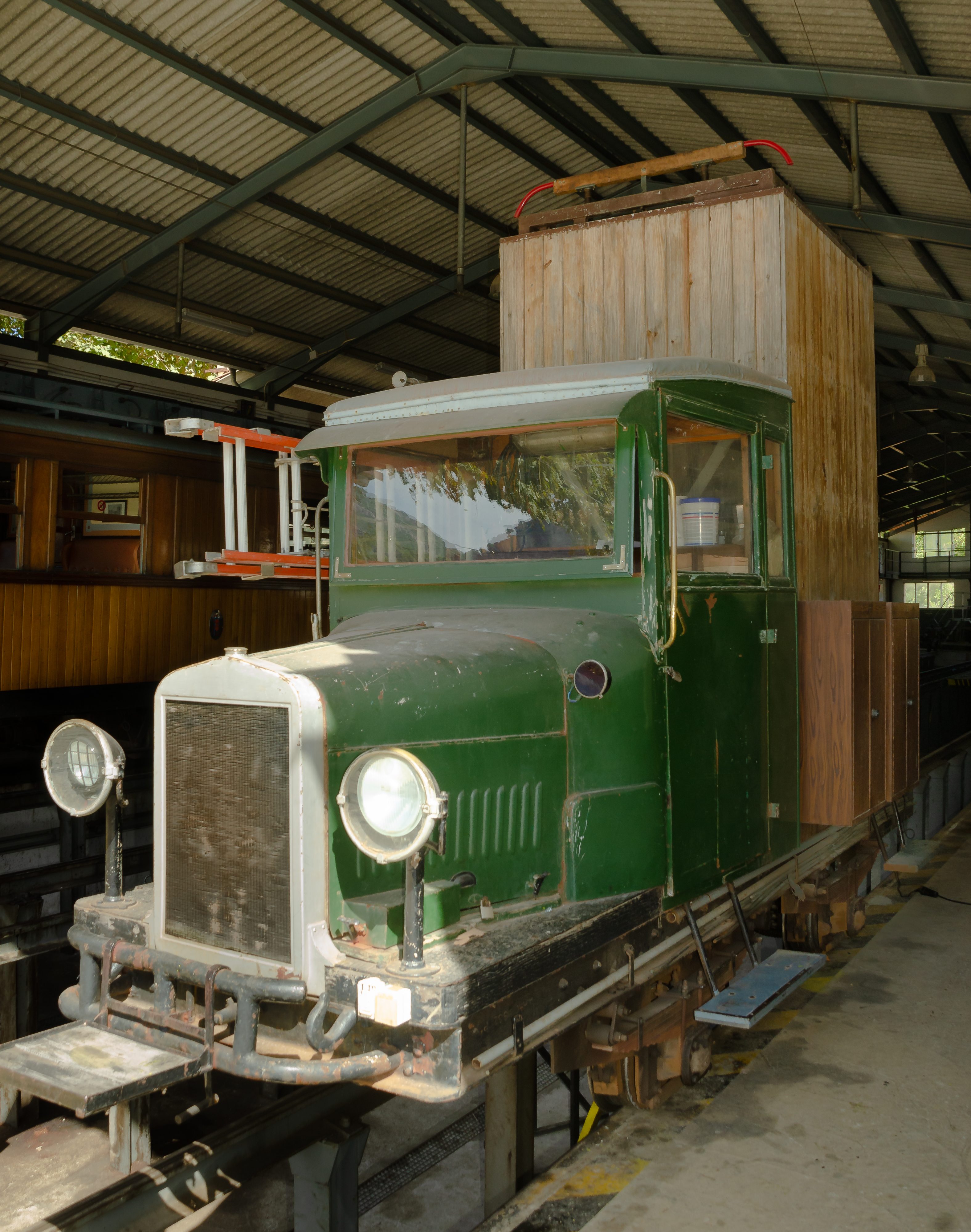
Onderhoudsvoertuig uit de begintijd van de tram; 1 oktober 2013.
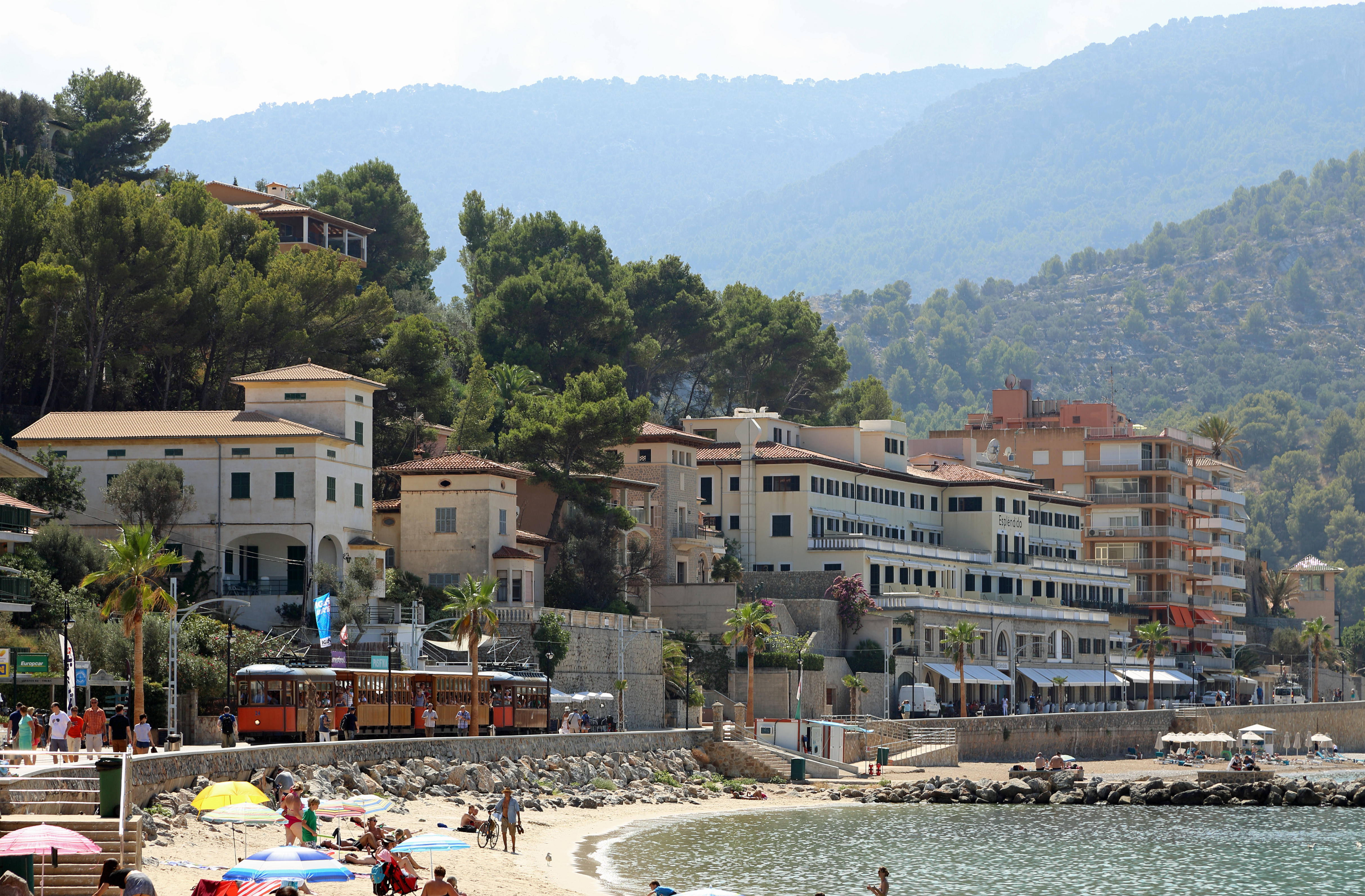
Vierwagentramstel onderweg langs de promenade van Port de Sóller; 2 september 2014.
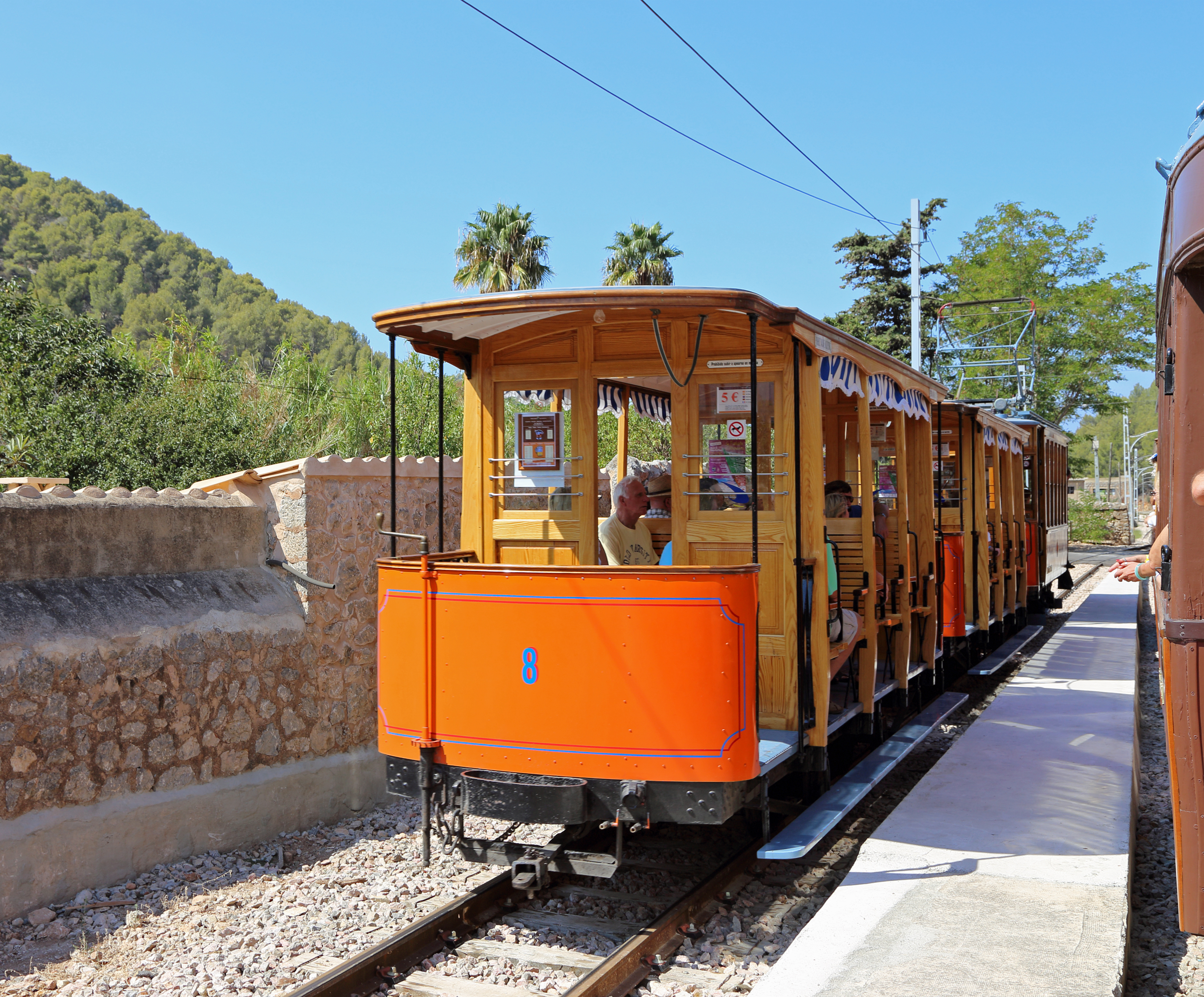
Open bijwagen nr. 8 (tweeasser; ex-Tram van Palma); 12 september 2014.
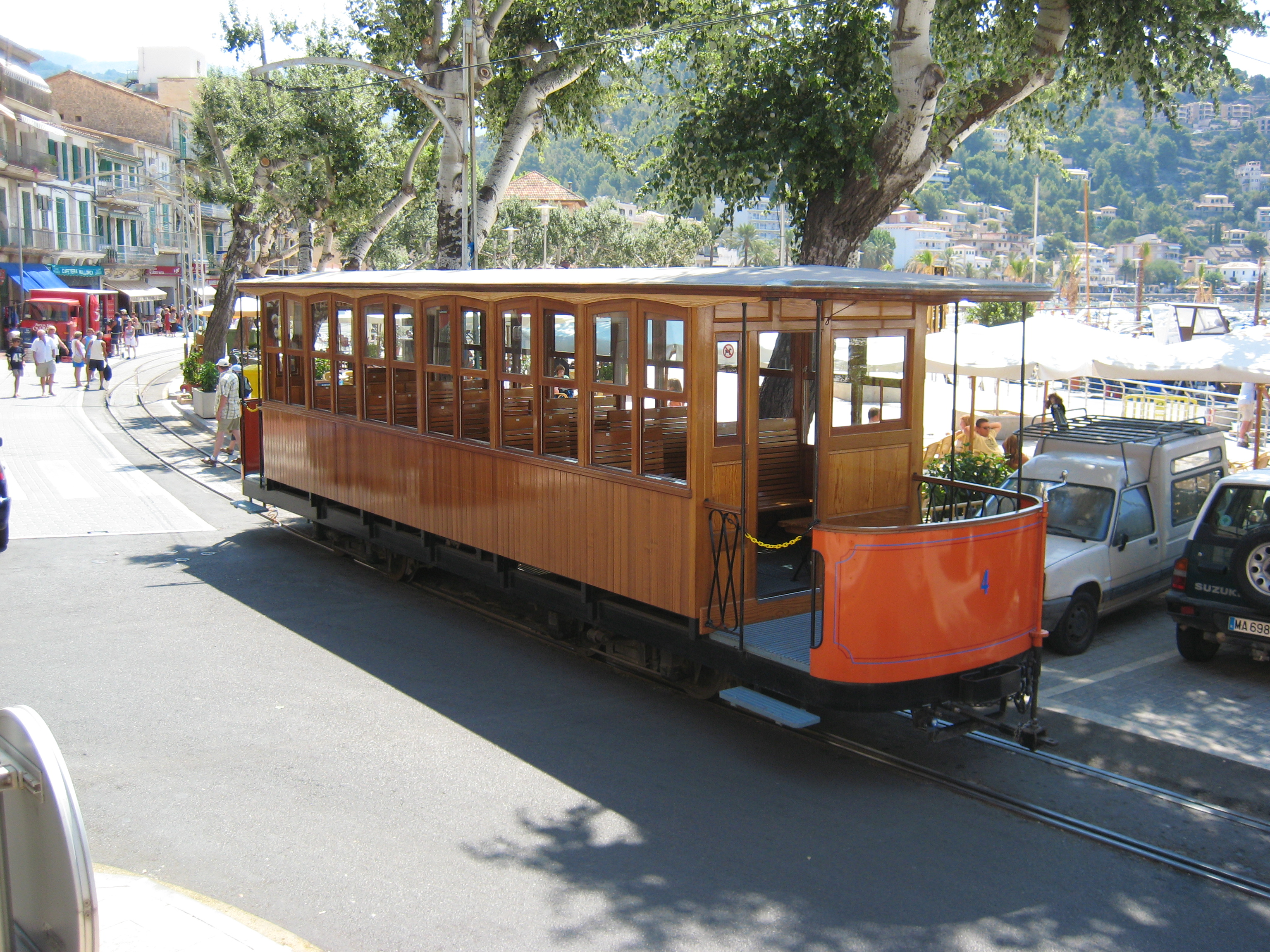
Open bijwagen nr. 4 (vierasser); 14 augustus 2007.
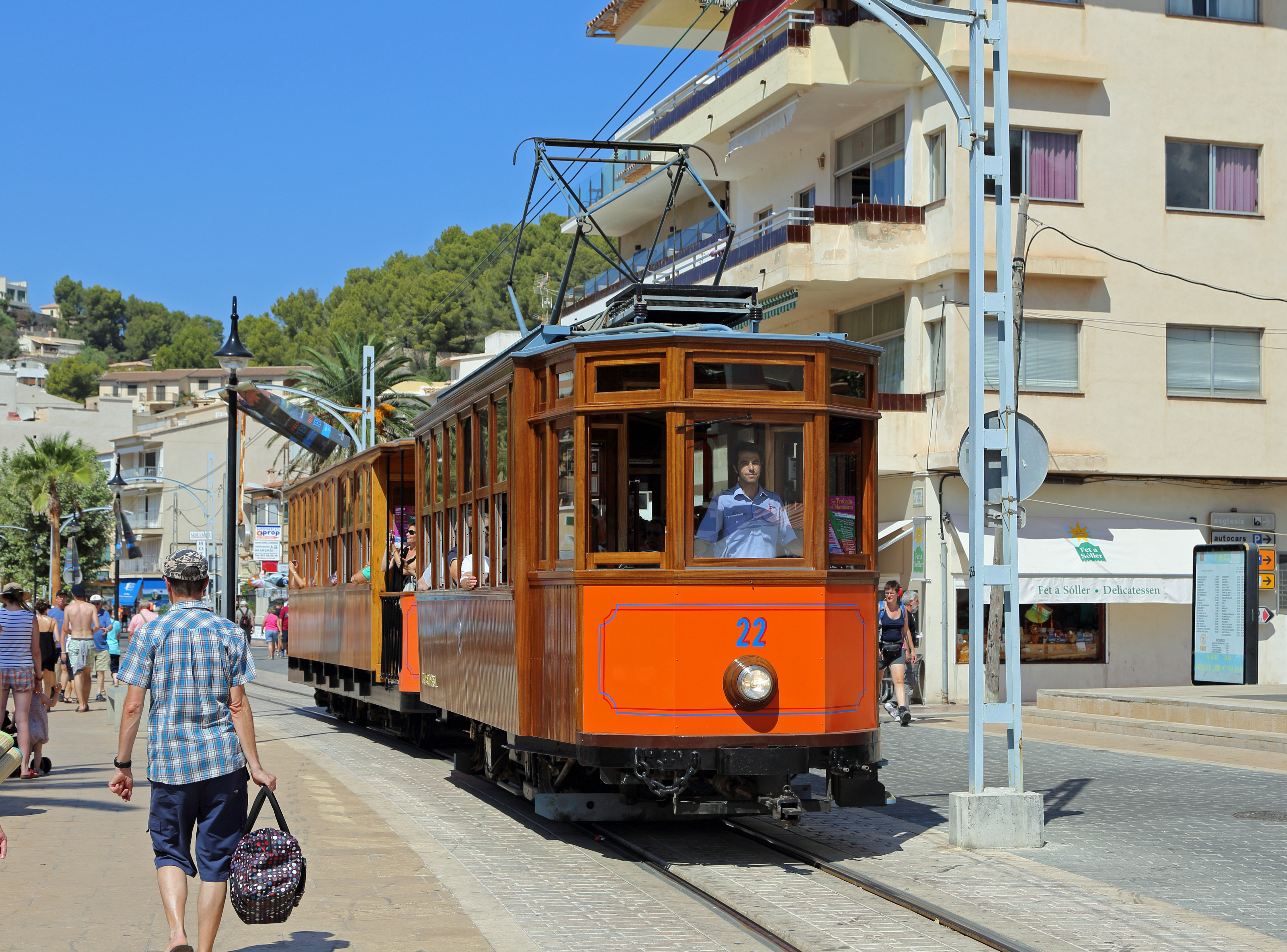
Verbouwde ex-Lissabonner motorwagen 22, nu met hoekig balkon, in de straten van Sóller; 12 september 2014.